# Hajnówka
Hajnówka (biał. Гайнаўка, Hajnaŭka) – miasto w Polsce w województwie podlaskim, siedziba władz powiatu hajnowskiego. W 2007 roku w mieście wprowadzono język białoruski jako język pomocniczy.
Według danych GUS z 30 czerwca 2024 r. Hajnówka liczyła 18 836 mieszkańców.

## Położenie
Miasto jest położone na Równinie Bielskiej, na zachodnim krańcu Puszczy Białowieskiej. Ze względu na swoje położenie niedaleko Białowieży i puszczy nazywane jest „bramą do Puszczy Białowieskiej”.
Najbliższe miasta to Bielsk Podlaski (27 km), Kleszczele (28 km), Brańsk (50 km) i Białystok (62 km).
Hajnówka leży na pograniczu Podlasia i Polesia – zachodnia część miasta na prawym brzegu Leśnej Prawej położona jest w dawnej ziemi bielskiej województwa podlaskiego, zaś wschodni, lewobrzeżny fragment Hajnówki, należy do historycznej ziemi kamienieckiej województwa brzeskolitewskiego.

## Struktura powierzchni
Według danych z roku 2002 powierzchnia Hajnówki wynosi 21,29 km², w tym:
- użytki rolne: 59%
- użytki leśne: 3%.

Miasto stanowi 1,31% powierzchni powiatu.

## Ogólna charakterystyka

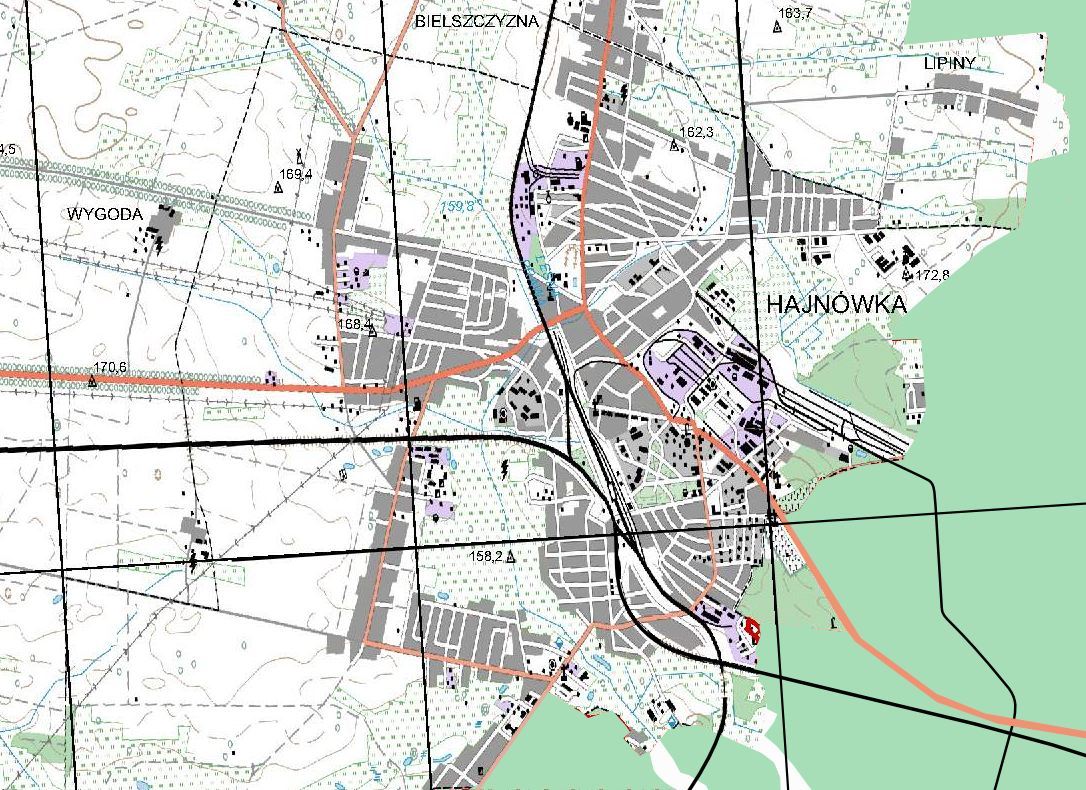
Plan miasta

Miasto jest ośrodkiem turystycznym (lasy, kolej wąskotorowa) i ośrodkiem mniejszości białoruskiej (dzięki Muzeum Kultury Białoruskiej), która według danych spisu powszechnego z 2007 r. stanowi w Hajnówce 26,41% mieszkańców. W mieście ma swoją siedzibę Zamiejscowy Wydział Leśny Politechniki Białostockiej kształcący studentów na kierunku Leśnictwo. Jest to także ośrodek przemysłu drzewnego i wytwórnia maszyn dla leśnictwa. Mieszczą się tu zakłady: dziewiarski, odzieżowy, przetwórstwa runa leśnego oraz spożywczy. W mieście jest 5 szkół podstawowych, dwa licea państwowe (w tym jedno z dodatkową nauką języka białoruskiego – LO z DNJB), zespół szkół zawodowych oraz niepubliczny zespół szkół ekonomicznych (w tym liceum). Mieści się tu także Policealne Studium Psalmistów oraz Zakład Doskonalenia Zawodowego. Co roku, w maju w mieście odbywa się Międzynarodowy Festiwal „Hajnowskie Dni Muzyki Cerkiewnej”. W mieście znajduje się także siedziba Międzynarodowego Festiwalu Muzyki Cerkiewnej „Hajnówka” w Białymstoku.
Hajnówka położona jest na Nizinie Podlaskiej, w południowo-wschodniej części województwa podlaskiego, na zachodnim krańcu Puszczy Białowieskiej. Okolice Hajnówki to rozległa równina pokryta lasami, łąkami i polami uprawnymi. Przez miasto przepływa rzeczka Leśna Prawa, dopływ Bugu.
Hajnówka wyrosła z osady strażnika leśnego, powstałej w XVI w. Wchodziła w skład Wielkiego Księstwa Litewskiego. W 1589 r. konstytucja „Ordinato o prewentach królewskich” podzieliła dobra królewskie na dobra państwowe i stołowe. Puszcza Białowieska weszła do dóbr stołowych, przeznaczonych na utrzymanie dworu królewskiego i z tego powodu była szczególnie chroniona. Rosło znaczenie Straży Hajnowskiej.
Po III rozbiorze Polski Hajnówka znalazła się wraz z Puszczą Białowieską w zaborze rosyjskim.
W 1888 roku Puszczę Białowieską przekazano do zarządu domen carskich. W latach 1894–1906 zbudowano kolej z Bielska Podlaskiego do Białowieży i z Siedlec przez Hajnówkę do Wołkowyska.
Hajnówka stała się węzłem kolejowym. Około 1900 zbudowano szosę z Bielska Podlaskiego do Białowieży, która przebiegała przez Hajnówkę. W czasie I wojny światowej, w 1915 r. Puszczę Białowieską zajęli Niemcy i przystąpili do jej eksploatacji. Zbudowali w Hajnówce dwa tartaki, fabrykę suchej destylacji drewna, węzeł leśnych kolejek wąskotorowych, warsztaty naprawcze, a w lesie około 90 km torów kolejowych służących do transportu drewna z Puszczy Białowieskiej. Władze polskie przejęły Hajnówkę w 1919 r.
Zakłady przemysłowe stanowiły własność państwową i były wydzierżawione, tylko fabryka „Terebenthen” przeszła w ręce prywatne. Przez kilka lat Puszczę, kolejki i tartaki w Hajnówce dzierżawiła firma angielska The Century European Timber Corporation. Napływała do Hajnówki fala ludności z różnych stron Polski. Ponadto została tu rozwiązana białoruska dywizja gen. Bułak-Bałachowicza, której żołnierze osiedli w Hajnówce i Białowieży. Utworzył się swoisty konglomerat gwarowy i kulturowy, w którym Polacy stanowili około 70% ludności.
Przybysze zajmowali baraki, budowali domy drewniane, trociniaki i ziemianki. Wytyczano uliczki na szerokość rozstawu ramion ludzkich. Powoli zaczęło rozwijać się życie kulturalne i społeczne. Powstała parafia rzymskokatolicka, zbudowano trzy szkoły podstawowe, Państwową Szkołę Przemysłu Drzewnego, internat, dom kultury, robotnicze osiedla mieszkaniowe, powstała poczta, apteka, hotel, biblioteka publiczna, dwa kina, Spółdzielnia Spożywców „Społem”, Kasa Chorych. Żydzi zbudowali bożnicę i zorganizowali szkołę wyznaniową. Ludność prawosławna od 1925 miała kaplicę „czasownię” w domu prywatnym.
Miejscowy lekarz i astronom samouk dr Tadeusz Rakowiecki wydał dwutomowe dzieło pt. Drogi planet i komet.
W dziedzinie gospodarczej dominowały cztery zakłady przemysłowe: Fabryka Chemiczna, Zarząd Kolei Leśnych, Terebenthen i Zakłady Drzewne Lasów Państwowych, które zostały rozbudowane, nowocześnie zorganizowane i zmechanizowane tak, że w 1938 r. były największym zakładem przemysłowym i zatrudniały 1521 osób. Łącznie w zakładach przemysłowych Hajnówki pracowało ok. 2 tys. osób. Hajnówka była drugim co do wielkości ośrodkiem przemysłowym w województwie. Rozwijało się rzemiosło.
Osadę zamieszkiwali Polacy, Białorusini, Rosjanie, Ukraińcy, Żydzi, Niemcy. Druga wojna światowa i okupacja zahamowały rozwój osady. Zniszczeniu uległy zakłady produkcyjne, część miasta, stacja i tory kolejowe. Zginęło około 700 mieszkańców. Wyzwolenie Hajnówki nastąpiło 18 lipca 1944 r.
Po wojnie odbudowano zniszczone zakłady, przebudowano większość ulic, postawiono osiem szkół, cztery kościoły różnych wyznań, dom kultury, dwa szpitale, przychodnię rejonową, stację uzdatniania wody, basen pływacki, a także wprowadzono komunikację miejską.
Prawa miejskie otrzymała Hajnówka w 1951 r., a w latach 1954–1975 była siedzibą władz powiatowych.
Ogółem miasto posiada 12 zakładów przemysłowych i ok. 280 zakładów rzemieślniczych. Przez Hajnówkę przebiega linia kolejowa z Siedlec do Siemianówki (granica państwa). Drogi kołowe z Hajnówki prowadzą gwieździście w kierunku: Białowieży (18 km), Białegostoku przez Narew (62 km), Siemiatycz przez Kleszczele (62 km), Bielska Podlaskiego (27 km), Siemianówki przez Narewkę (23 km).

## Demografia
Dane GUS z 30 czerwca 2024 roku
| Opis                              | Ogółem    | Ogółem    | Kobiety   | Kobiety   | Mężczyźni | Mężczyźni |
| --------------------------------- | --------- | --------- | --------- | --------- | --------- | --------- |
| jednostka                         | osób      | %         | osób      | %         | osób      | %         |
| populacja                         | 18 836    | 100       | 9 999     | 53,08     | 8 837     | 46,92     |
| powierzchnia                      | 21,29 km² | 21,29 km² | 21,29 km² | 21,29 km² | 21,29 km² | 21,29 km² |
| gęstość zaludnienia (mieszk./km²) | 884,70    | 884,70    | 469,66    | 469,66    | 415,07    | 415,07    |

Liczba ludności Hajnówki w podziale na lata:

(Stan na 30 czerwca każdego roku)
| Rok  | Liczba ludności |
| 1995 | 24 299          |
| 1996 | 24 236          |
| 1997 | 24 116          |
| 1998 | 24 195          |
| 1999 | 24 151          |
| 2000 | 22 845          |
| 2001 | 22 678          |
| 2002 | 22 560          |
| 2003 | 22 419          |
| 2004 | 22 302          |
| 2005 | 22 210          |
| 2006 | 22 072          |
| 2007 | 21 844          |
| 2008 | 21 732          |
| 2009 | 21 654          |
| 2010 | 22 419          |
| 2011 | 22 191          |
| 2012 | 22 031          |
| 2013 | 21 693          |
| 2014 | 21 472          |
| 2015 | 21 353          |
| 2016 | 21 185          |
| 2017 | 21 036          |
| 2018 | 20 769          |
| 2019 | 20 580          |
| 2020 | 19 890          |
| 2021 | 19 635          |
| 2022 | 19 354          |
| 2023 | 19 056          |
| 2024 | 18 836          |

### Rys historyczny
Według spisu ludności z 30 września 1921 r. w osadzie fabrycznej w Hajnówce mieszkało 287 osób w 17 domach, 248 było narodowości polskiej, 29 narodowości białoruskiej, 4 niemieckiej i 6 innej narodowości (Rosjan, Rusinów). Osada Fabryczna należała do gminy Łosinka. 187 osób było wyznania rzymskokatolickiego, 31 prawosławnego, 12 ewangelickiego, 56 mariawickiego i 1 bezwyznaniowiec.
Natomiast we wsi Hajnówka mieszkało 748 osób w 40 domach, 605 podało narodowość polską, 103 – białoruską, 6 – żydowską, 34 – inną narodowość. 416 osób było wyznania rzymskokatolickiego, 283 osób było wyznania prawosławnego, 41 zadeklarowało przynależność do wyznania mojżeszowego. Hajnówka (wieś) należała do gminy Białowieża.
Według danych z 2013 r. miasto miało 21 559 mieszkańców.
Piramida wieku mieszkańców Hajnówki w 2014 r.:

## Nazwa
Większość źródeł podaje, iż nazwa miasta pochodzi od imienia strażnika – Hayno (Hajno) – osadzonego w uroczysku Skarbosławka w XVIII w. Od tej pory uroczysko nosiło nazwę Haynowszczyzna zaś straż założona w tym uroczysku otrzymała miano: Straż Haynowa (Hajnowa) – w skrócie Hajnówka.
Nie jest jednak całkowicie pewne jak nazywał się pierwszy strażnik Straży Hajnowskiej. Nazwa może też pochodzić od gwarowego zwrotu „uhaj”, czyli miejsce w lesie (polana) na którym wypasano bydło.

## Historia (kalendarium)

### Rzeczpospolita Obojga Narodów
- 1589 r. – na mocy Ordynacji Sejmu „Ordinato o prewentach królewskich” tereny Hajnówki trafiają do dóbr stołowych króla Polski
- 1639 r. – Ordynacja Sejmowa wprowadza nakaz utworzenia strażnic królewskich chroniących Puszczę. W „Ordinatia pusczy j.k.mści. leśnictwa Białowieżskiego y Kamienieckiego..” znalazła się pierwsza wzmianka o terenach, na których leży dzisiejsze miasto „przez rzekę Leśnicę kraiem Lasu Białego do Judina Błota, stamtąd do rzeczki Skrobosławki do Dubin do Sadka Uroczyska (...)”
- 1670 r. – w uroczysku Skarbosławka powstaje królewska strażnica (obecnie dzielnica Placówka), o której w „Inwentarzu leśnictwa białowieskiego” pojawia się wzmianka „Krzysztoph Haynym na uroczyszczu Skarbosławce mieszka na granicy Podlaskiey, od którey przy Gościńcu od Ladzkiego Leśnictwa...”
- 1679 r. – według „Opisania Puszczy” w strażnicy pełniło służbę 7 strzelców i 2 osoczników, pilnujących też Traktu Królewskiego do królewskiego dworu w Białowieży
- 1709 r. – po śmierci Krzysztofa Hayny podłowczy białowieski Łukasz Minicki osadził w uroczysku Haynowszczyzna strzelca Hrehorego Prokopowicza.
- 1780 r. – powstała Straż Hajnowska, jedna z 13 straży w Puszczy Białowieskiej, która miała za zadanie strzec granic Puszczy przed kradzieżą drewna i kłusownictwem oraz pomagać w urządzaniu łowów królewskich.
- 1784 r. – mapa M. Polchowskiego „Plan Pierwszy Traktat z Lady przez Straż do Białowieży” ukazuje Straż (Hajnowską) usytuowaną na rozwidleniu dróg do Bielska Podlaskiego i Narewki
- 1792 r. – W „Inwentarzu 4ech kwater Leśnictwa JKMCi Białowieża” umieszczono informację, że w obrębie Haynowszczyzny mieszkał strażnik Krzysztoff Szreterowicz (Szreyterowicz) z żoną i synami. Strażnica mieściła się w rejonie szatni na stadionie OSiR.

### Pod zaborem rosyjskim i I wojna światowa

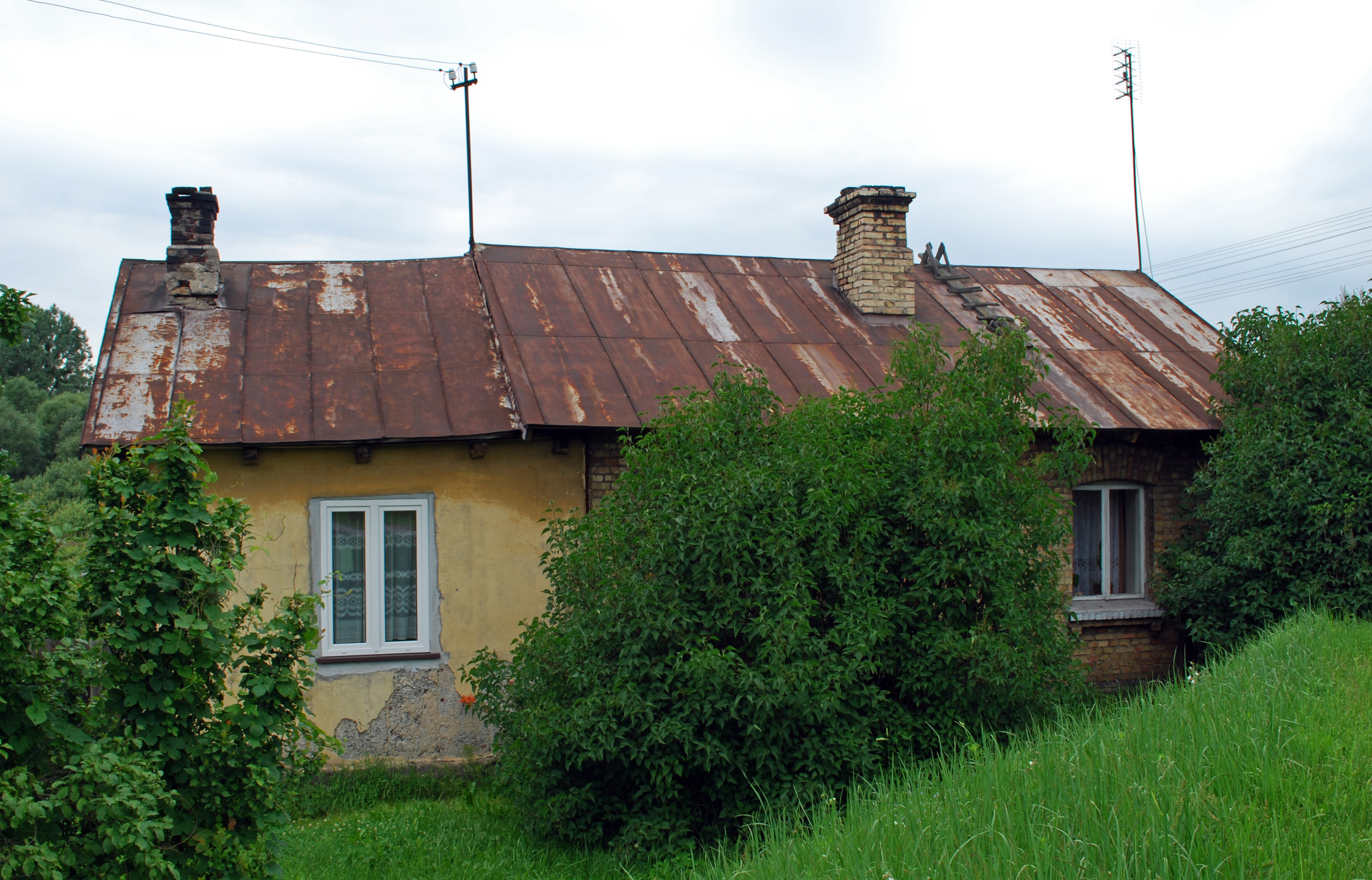
Dom dróżnika wybudowany w 1906 r.

- 1795 r. – III rozbiór Rzeczypospolitej – do podpisania traktatu w Tylży w 1807 r. przez obszar dzisiejszego miasta przebiega granica między zaborem pruskim i rosyjskim, a od 1807 r. teren Hajnówki wraz z całą Białostocczyzną znajdował się całkowicie na obszarze Imperium Rosyjskiego (zaboru rosyjskiego)[13][14].
- XIX w. – obok siedziby strażnika powstaje wieś.
- 23 maja 1831 r. koło Hajnowszczyzny oddział powstańczy gen. Dezyderego Chłapowskiego stoczył zwycięską bitwę z oddziałem wojsk rosyjskich.
- 1846 r. – utworzenie Leśnictwa Hajnowskiego – zamieszkuje je 18 rodzin. Na potrzeby leśnictwa utworzono wieś biegnącą wzdłuż ulicy Lipowej.
- 1863 r. – w okolicy mają miejsce walki w czasie powstania styczniowego
- 1888 r. – Puszcza Białowieska wchodzi w skład posiadłości carskich
- 1894 r. – doprowadzenie do Hajnówki kolei z Bielska Podlaskiego
- 1897 r. – przedłużenie linii kolejowej do pałacu w Białowieży
- 1909 r. – budowa przez Hajnówkę linii kolejowej na trasie Siedlce – Wołkowysk. Hajnówka liczy 600 mieszkańców
- 1915 r. (17 sierpnia) – ucieczka wojsk rosyjskich przed Niemcami i ewakuacja części ludności, spalenie przez Rosjan Straży Hajnowskiej na terenie OSiR w Hajnówce
- 1915–1918 – rabunkowa eksploatacja drewna podczas I wojny światowej, budowa przez Niemców dwóch tartaków, piekarni, pralni, łaźni, kasyna, kina, fabryki suchej destylacji drewna
- 1916 – rozpoczęcie przez okupujących Niemców budowy parowozowni i sieci kolejek wąskotorowych przy wykorzystaniu jeńców wojennych (francuskich i rosyjskich)
- 1917 – ukończenie budowy fabryki chemicznej

### Okres międzywojenny

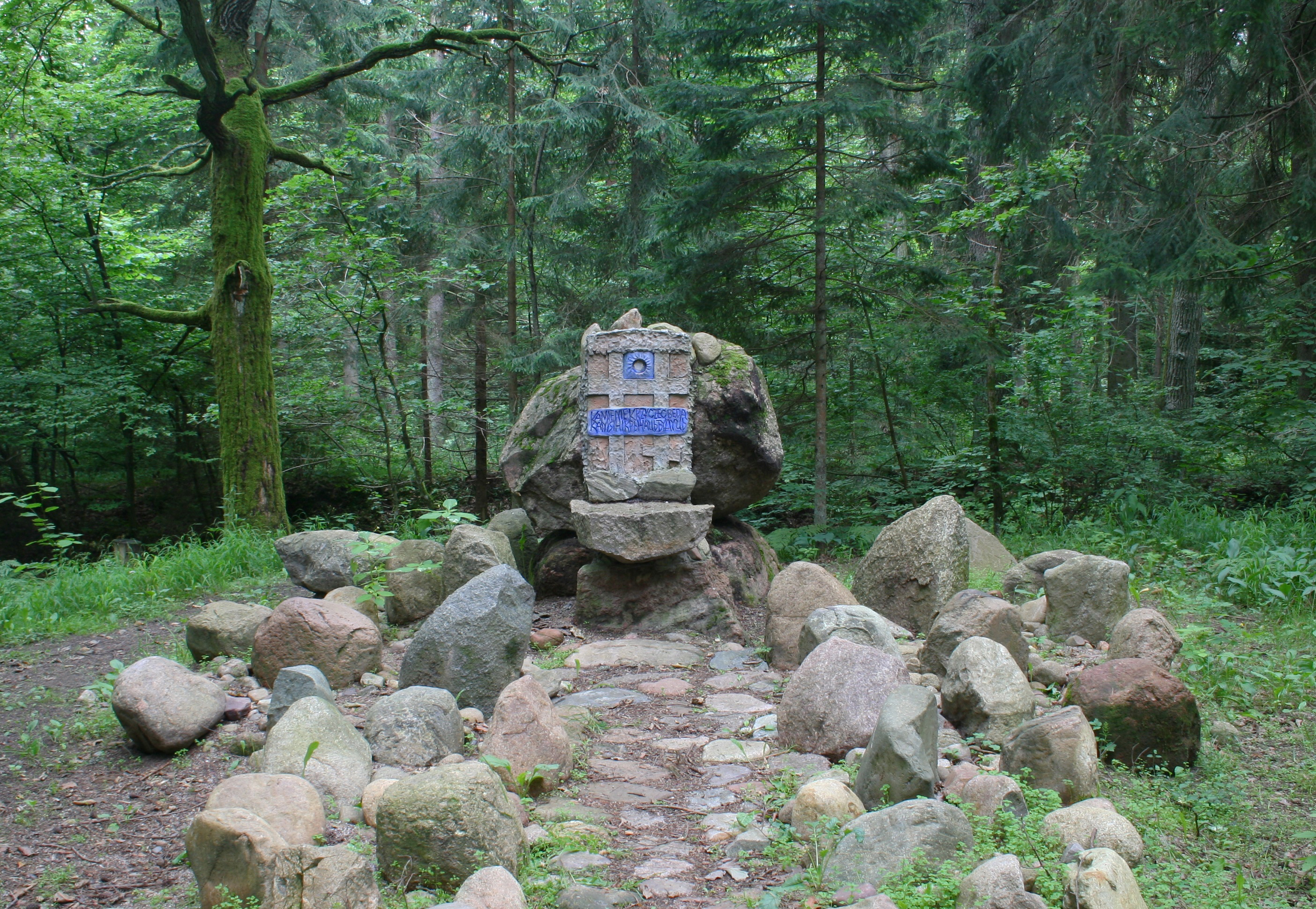
Pomnik upamiętniający miejsce straceń w 1943 r. w pobliżu Hajnówki

- 1919 r. (luty) – do Hajnówki wkracza oddział Wojska Polskiego, osada liczy wtedy 118 mieszkańców
- 1920 r. (28 lipca) – wojna polsko-bolszewicka; po wycofaniu się oddziałów 10 Pułku Ułanów Hajnówkę zajmują wojska bolszewickie[15]
- 1920 r. (27 sierpnia) – wojna polsko-bolszewicka, niedaleko drogi z Hajnówki do Białowieży potyczka zwiadu z 1 Dywizji Litewsko-Białoruskiej gen. Jana Rządkowskiego z sowieckim pociągiem pancernym z 48 Dywizji Strzelców. Rozstrzelanie przez Rosjan polskich jeńców i pochowanie ich przy ul. Łagodnej na Międzytorzu[15]
- 1920 r. (30 sierpnia) – wojna polsko-bolszewicka, po walkach zdobycie Hajnówki przez oddziały 1 Dywizji Litewsko-Białoruskiej z 2 Armii Wojska Polskiego[15]
- 1920 r. (22 i 23 września) – w Hajnówce przebywał Józef Piłsudski dowodząc walkami na froncie. Jego wagon salonowy stał przy dworcu kolejowym[16].
- 1923 r. (3 maja) – erygowanie parafii rzymskokatolickiej i urządzenie kaplicy w poniemieckim kinie
- 1924 r. – angielska firma „The Century European Timber Corporation”, popularnie zwana „Centurą”, wydzierżawia tartaki i kolejki leśne – rozpoczyna się wielki napływ robotników do Hajnówki
- 1924 r. (24 marca) – pierwszy strajk w Hajnówce, trwający 12 tygodni[17], na terenie Fabryki Chemicznej rozpoczyna falę wystąpień robotników, które trwają z przerwami do września 1939
- 1925 r. – pierwsza prawosławna kaplica w Hajnówce; miejscowość liczy około 4000 mieszkańców z czego 70% to Polacy, pozostali mieszkańcy to Białorusini, Żydzi, Rosjanie i Niemcy; w okolicznych wsiach większość mieszkańców stanowi jednak ludność białoruska wyznania prawosławnego
- 1929 r. – na skutek rabunkowej eksploatacji drewna, władze polskie zrywają umowę z „Centurą”
- 1929 r. – osada zostaje siedzibą gminy wchodzącej w skład powiatu bielskiego[18]
- 1930 r. – cztery hajnowskie fabryki zatrudniają niemal 2 tys. robotników
- 1932 r. – strajk robotników z Zakładów Drzewnych; demonstracja robotnicza nazwana „Marszem Głodowym” dociera pod gmach Dyrekcji Lasów Państwowych; w wyniku ostrzału policji ginie uczestnik demonstracji Jan Werpachowski[17]
- 1935 r. – strajk w Zakładach Drzewnych[17]
- 1936 r. (9 marca) – spalenie kaplicy przez komunistów i budowa nowej
- 1937 r. – strajk okupacyjny w Fabryce Chemicznej połączony z 3-dniową głodówką[17]
- 1938 r. – strajk w Terpentyniarni i w Zarządzie Kolejek Leśnych[17]
- 1939 r. – w liczącej 17 tys. mieszkańców Hajnówce działają: Państwowa Szkoła Przemysłu Drzewnego, 3 szkoły podstawowe, Towarzystwo Gimnastyczne „Sokół”, hotel, kina „Lux” i „Oko”, apteka, biblioteka, Przysposobienie Wojskowe Leśników, Związek Strzelecki „Strzelec”, Rodzina Leśnika, zespół teatralny

### II wojna światowa
- 1939 r. (17 września) – walki na terenie Hajnówki z Niemcami podczas kampanii wrześniowej, zbombardowanie okolic dworca PKP przez Luftwaffe. Po kilku dniach okupacji, Hajnówka została przez Niemców przekazana Rosjanom
- 1939 r. (27 września) – oddziały 10 Armii Czerwonej opanowały w rejonie Hajnówki składnicę uzbrojenia, biorąc do niewoli 125 polskich żołnierzy i dwóch oficerów
- 1939 r., październik – 1941, czerwiec – okupacja radziecka
- 1940 r. (10 lutego) – deportacja przez Rosjan na Syberię 462 osób z Hajnówki (powróciło tylko 150)
- 1941 r. (25 czerwca) zajęcie Hajnówki przez Niemców i spalenie przez nich synagogi. W tym dniu spłonęło także kino „LUX” oraz restauracja i hotel Górskiego
- 1941 r. (sierpień) – wypędzenie przez Niemców ludności żydowskiej do getta w Prużanie
- 1943 r. (17 września) – rozstrzelanie przez Niemców 104 mieszkańców Hajnówki (w tym kobiet i dzieci)
- 1944 r. (lipiec) – zniszczenie przez Niemców dworca kolejowego[19] i wieży ciśnień
- 1944 r. (18 lipca) – zdobycie Hajnówki przez Armię Czerwoną

### Polska Rzeczpospolita Ludowa
- 1944 r. – Hajnówka liczy już tylko 8 tys. mieszkańców
- 1945 r., kwiecień-maj – w pobliżu Hajnówki przebywał oddział 5 Wileńskiej Brygady Armii Krajowej pod dowództwem mjr. Zygmunta Szendzielarza „Łupaszki”, starcia z NKWD, KBW, UB i MO
- 1945 r. (20 kwietnia) – żołnierze AKO rozbroili posterunek Milicji Obywatelskiej w Hajnówce
- 1945 r. (15 maja) – patrol 1 szwadronu 5 Wileńskiej Brygady AK rozbroił posterunek SOK przy pompie na stacji kolejowej.
- 1946 r. (28 stycznia) – opanowanie miasta i rozbrojenie posterunku MO i Armii Czerwonej przez 3 Brygadę Wileńską Narodowego Zjednoczenia Wojskowego
- 1946 r. (23 czerwca) – oddanie do użytku, zniszczonej przez Niemców w sierpniu 1944, linii kolejowej do Białowieży
- 1948 r. – początek budowy kościoła katolickiego, zakończonej dopiero w 1965 w związku z blokowaniem budowy przez władze państwowe
- 1949 r. – od marca do lipca w jednej ze szkół istnieje tajna organizacja niepodległościowa
- 1951 r. – uzyskanie praw miejskich
- 1954 r. – Hajnówka zostaje siedzibą powiatu
- 1972 r. – otwarcie Muzeum Historii Ruchu Rewolucyjnego (istniało do 1989)
- 1974 r. – w 30 rocznicę powstania PRL, za wkład w budowanie socjalizmu miasto zostało odznaczone Orderem Sztandaru Pracy II klasy[20]
- 1975 r. – miasto przestaje być siedzibą powiatu
- 1979 r. – zostaje uruchomiona pierwsza autobusowa linia komunikacji miejskiej- obecnie funkcjonują dwie linie.
- 1981 r. – budowa cerkwi prawosławnej pod wezwaniem Świętej Trójcy
- 1984 r. (3 grudnia) – uruchomienie linii PKS do Białowieży
- 1985 r., wrzesień – odsłonięto kamień upamiętniający obrońcę miasta z 1939 kpr. Bolesława Bierwiaczonka
- 1986 r. (9 września) – oddanie do użytku nowego dworca kolejowego
- 1989 r. – rozwiązano komitety partyjne PZPR i ZSL

### III Rzeczpospolita

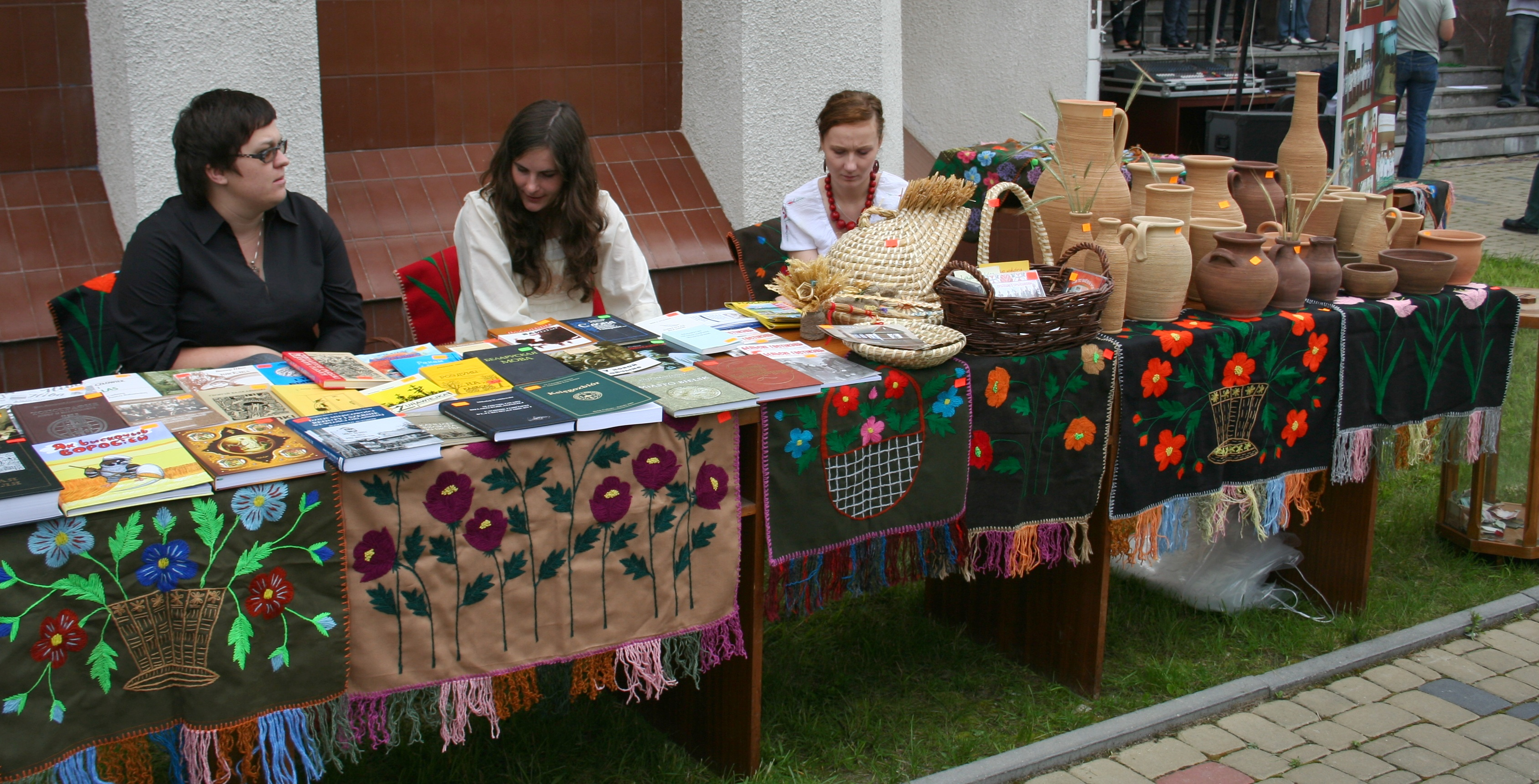
Stoisko z piśmiennictwem w języku białoruskim podczas festynu etnograficznego przy Muzeum Kultury Białoruskiej w Hajnówce

- 1993 r. – likwidacja połączenia kolejowego do stacji Białowieża Pałac i Bielska Podlaskiego
- 1995 r. – rozpoczęcie budowy dwóch kolejnych cerkwi w Hajnówce: Narodzenia św. Jana Chrzciciela i św. Dymitra Sołuńskiego
- 1999 r. (1 stycznia) – miasto ponownie zostało siedzibą powiatu
- 2000 r. – rozpoczęcie budowy kościoła pod wezwaniem św. Cyryla i Metodego
- 2003 r. – rozpoczęcie budowy kościoła i klasztoru katolickiego Zgromadzenia Sióstr Klarysek przy ul. Lipowej
- 2004 r. – likwidacja pociągów osobowych na trasie Hajnówka – Cisówka
- 2006 r. – rozpoczęcie budowy pływalni przy ul. Józefa Piłsudskiego
- 2007 r. (21 czerwca) – Rada Miejska przegłosowuje uchwałę o wprowadzeniu języka białoruskiego jako pomocniczego w administracji
- 2008 r. – otwarcie nowego kościoła pod wezwaniem Świętych Cyryla i Metodego obok cmentarza katolickiego
- 2009 r. (25 lipca) – pierwsza edycja festiwalu rockowego Rockowisko
- 2009 r. (17 grudnia) – otwarcie Parku Wodnego w Hajnówce
- 2010 r., sierpień – otwarcie kościoła Zgromadzenia Sióstr Klarysek
- 2012 r. (18 sierpnia) – wizyta patriarchy moskiewskiego i całej Rosji Cyryla I w Soborze Świętej Trójcy

## Zabytki

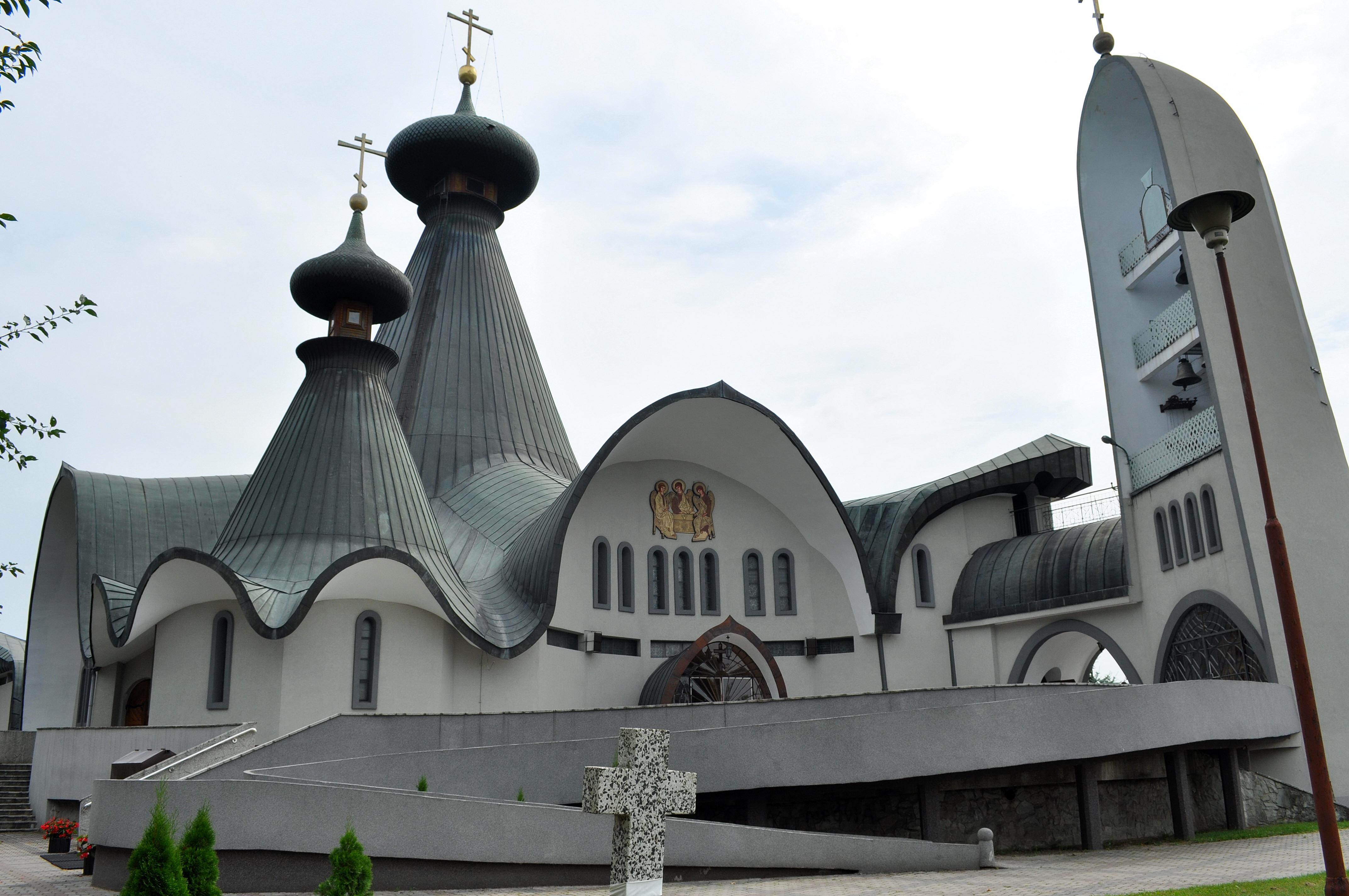
Sobór Świętej Trójcy

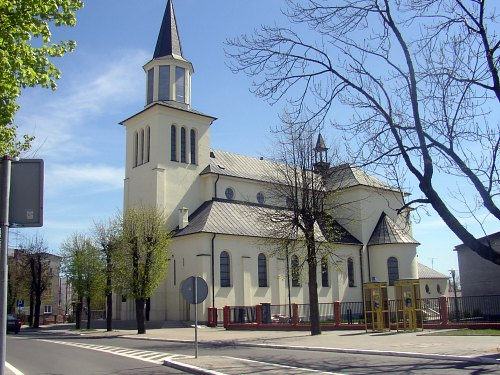
Kościół farny Podwyższenia Krzyża Świętego

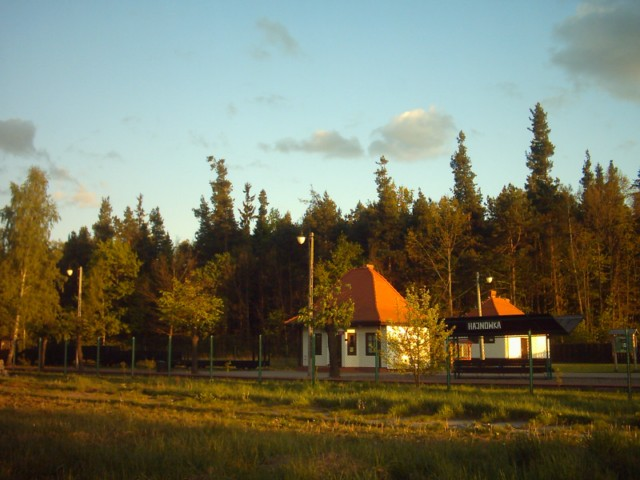
Replika stacyjki kolejki leśnej

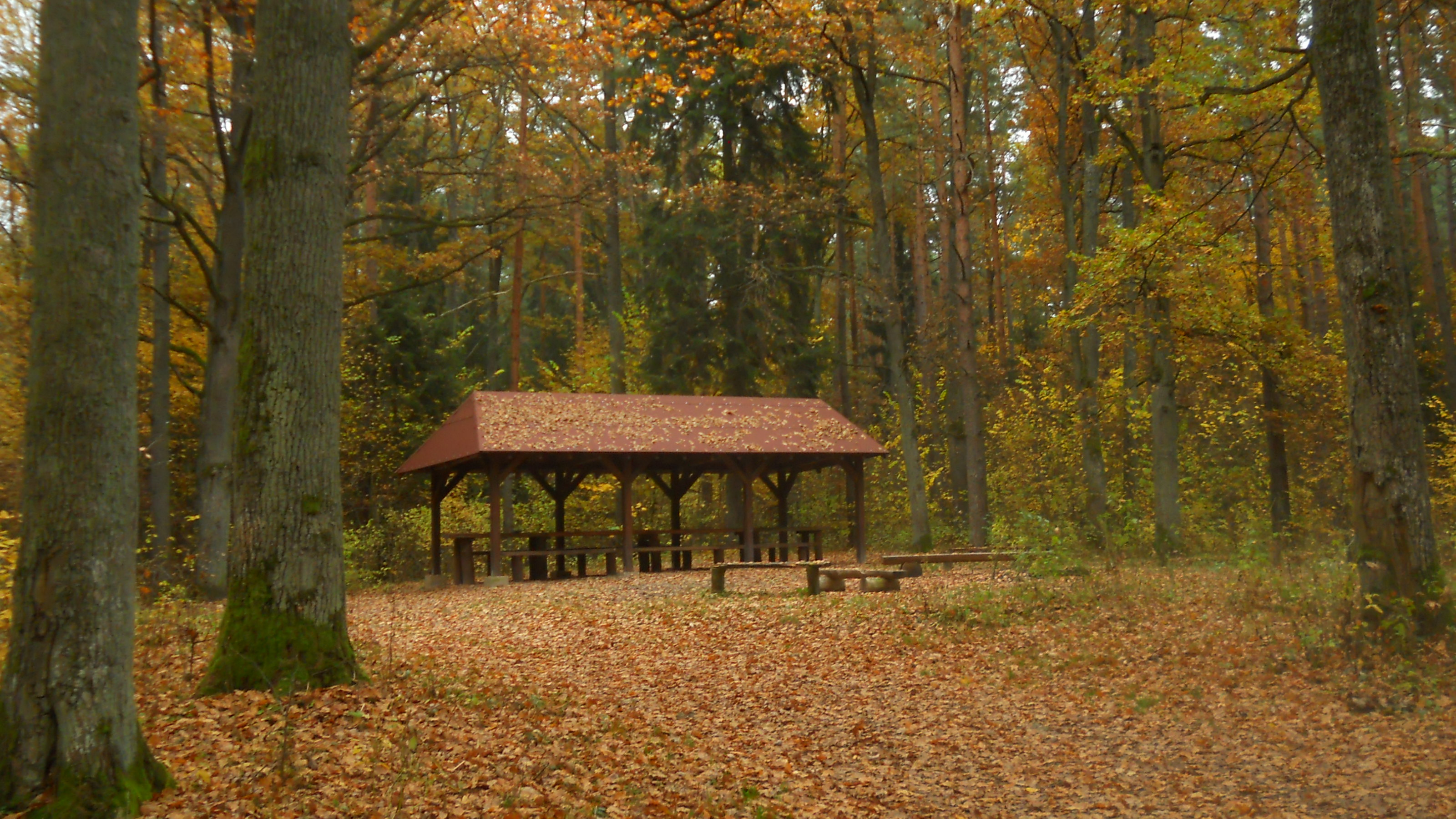
Wiata turystyczna z miejscem na ognisko

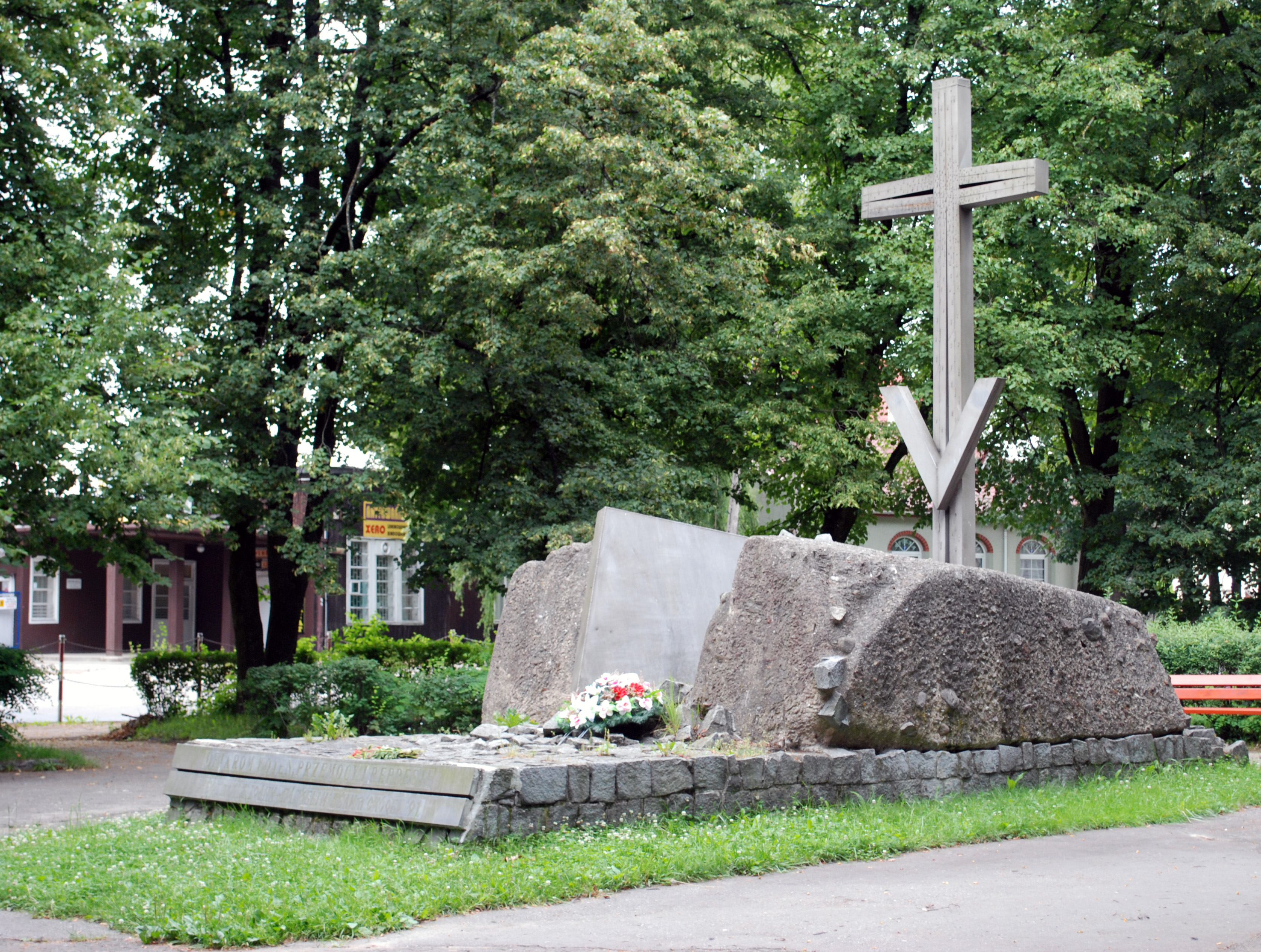
Pomnik Ofiar Wojen i Represji na skwerze Wasilewskiego

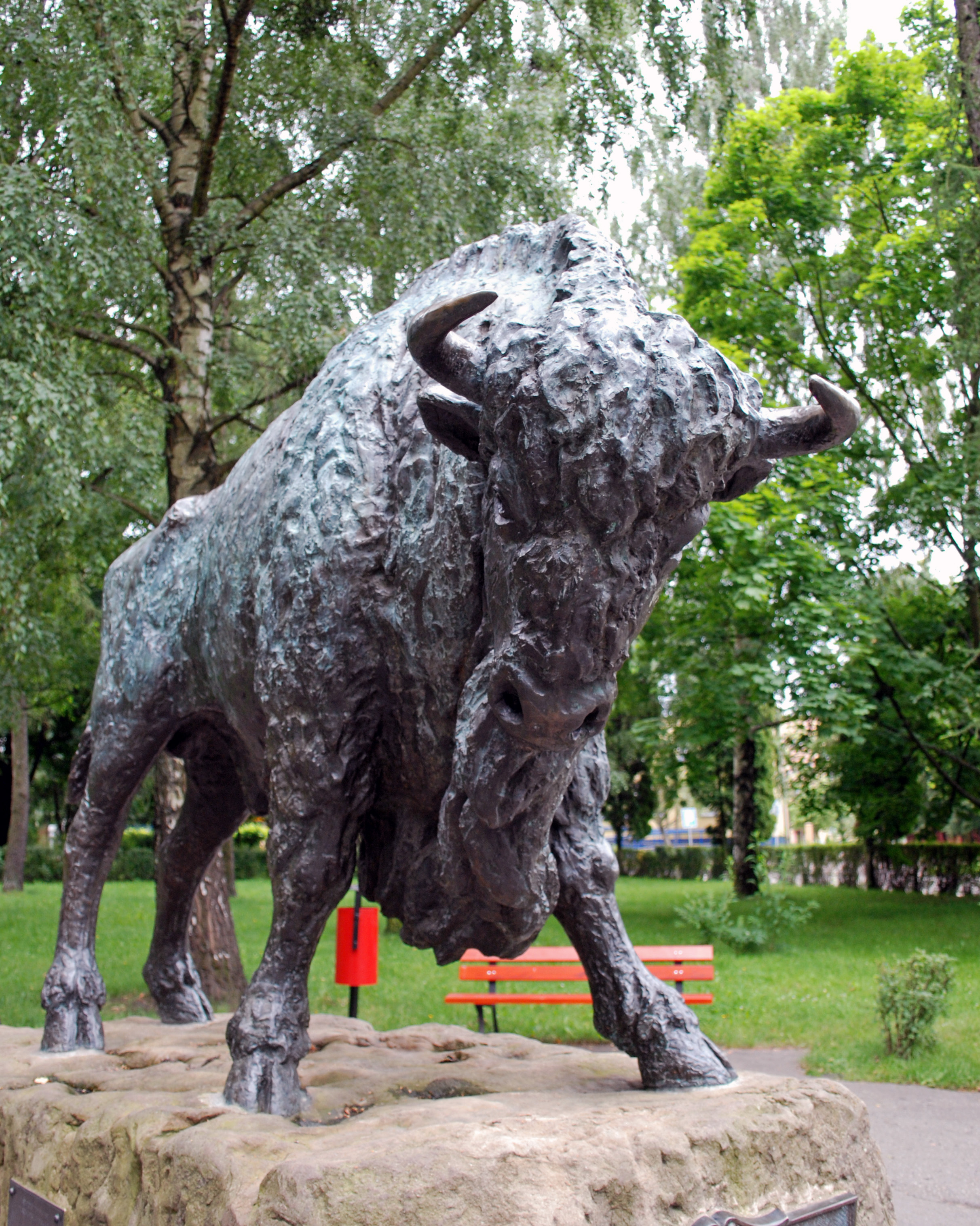
Pomnik żubra na skwerze Wasilewskiego

### Zabytkowy charakter Hajnówki
Hajnówka jest młodym miastem, które rozwinęło się w duchu modernizmu dwudziestolecia międzywojennego. Ze względu na swoje unikalne modernistyczne budynki, jak "Dom Leśnika" przy ul. Armii Krajowej 5, czy zbudowane w nurcie transatlantyków budynek biurowy przy ul. 3 Maja 51 i Łaźnia zakładowa przy ul. Piłsudskiego 2 tworzą unikalny charakter miasta, która ze względu na taki rodzaj architektury była nazywana "małą Gdynią". W mieście możemy spotkać również wiele obiektów architektury drewnianej, z których to najbardziej reprezentacyjną ulicą jest Wierobieja, będąca historyczną główną ulicą Hajnówki, na której od 2023 roku odbywa się jedno z najważniejszych wydarzeń miejskich - Dni Ulicy Wierobieja. Na obrzeżach Hajnówki możemy znaleźć również pochodzącą z pierwszej połowy XIX wieku drewnianą cerkiew pod wezwaniem Świętych Braci Machabeuszy znanej ze swojej słynnej studni zawierającą wodę o rzekomo uzdrawiających właściwościach. W mieście możemy znaleźć również wiele obiektów zabudowy mieszkalnej z lat 30 XX wieku i wczesnej architektury PRLowskiej w postaci kamienic. 

### Lista zabytków
- drewniana cerkiew pod wezwaniem Świętych Braci Machabeuszy z 1846 na uroczysku Krynoczka
- domek dróżnika z końca XIX w. przy ul. Warszawskiej
- budynek fabryki Suchej Destylacji Drewna z lat 20. XX w. (ul. Białostocka)
- budynek biurowy Zakładów Drzewnych Lasów Państwowych z 1936 w stylu modernistycznym (obecnie salon meblowy firmy „Forte”) przy ul. 3 Maja 51 (nr rej. A-608 z 15 maja 2017 r.)
- „Dom Leśnika” im. Józefa Piłsudskiego z 1935 w stylu modernistycznym (potem kino, obecnie obiekt handlowy) - ul. Armii Krajowej 5
- łaźnia zakładowa z 1937 w stylu modernistycznym (obecnie KS „Puszcza”, przebudowana) przy ul. Józefa Piłsudskiego
- drewniane domy osiedla robotniczego „Czworaki” z 1934 r.
- drewniana zabudowa ulic: Kosidłów i Warszawskiej z lat 30. XX w.
- replika stacyjki kolejki leśnej z 1936 na terenie bazy kolejki wąskotorowej
- drewniana zabudowa pożydowska przy ulicy ks. Ignacego Wierobieja
- Kościół parafialny Podwyższenia Krzyża Świętego (1955–1965) z mozaiką z 1977 w apsydzie według projektu prof. Wiktora Zina z Krakowa oraz zabytkowymi organami firmy „Schlag und Söhne” z XIX w. (w okresie letnim odbywają się koncerty muzyki organowej i kameralnej), nr rej.: 692 z 1.02.1988[21].
- Kościół parafialny Świętych Cyryla i Metodego na cmentarzu katolickim
- sobór Świętej Trójcy (cerkiew prawosławna znajdująca się przy ul. ks. Antoniego Dziewiatowskiego). Projekt świątyni opracował architekt prof. Aleksander Grygorowicz z Poznania. Siedziba parafii Świętej Trójcy
- cerkiew Wszystkich Świętych na starym cmentarzu prawosławnym (należąca do parafii Narodzenia św. Jana Chrzciciela)
- poniemieckie baraki wojskowe z okresu I wojny światowej (ul. 11 Listopada)
- miejsca martyrologii ludności miasta z okresu II wojny światowej: przy szosie do Białowieży
- cerkiew prawosławna Zaśnięcia Przenajświętszej Bogurodzicy w Dubinach (XIX w.)
- kaplica prawosławna św. Tomasza Apostoła w Dubinach (XIX w.)
- tradycyjna drewniana wiejska zabudowa z I poł. XX w. przy ul. Górnej
- kapliczka prawosławna pod wezwaniem Matki Boskiej Kazańskiej (należąca do parafii św. Dymitra) przy ul. Górnej, zbudowana w 1986 na cmentarzu ofiar okupacji hitlerowskiej z ówczesnej wsi Górne
- Muzeum Kowalstwa i Ślusarstwa (kuźnia z 1927 r.)
- socrealistyczny budynek domu kultury HPSDD „Górnik” z 1955 r.

## Rozwój urbanistyczny

### Przed II wojną światową

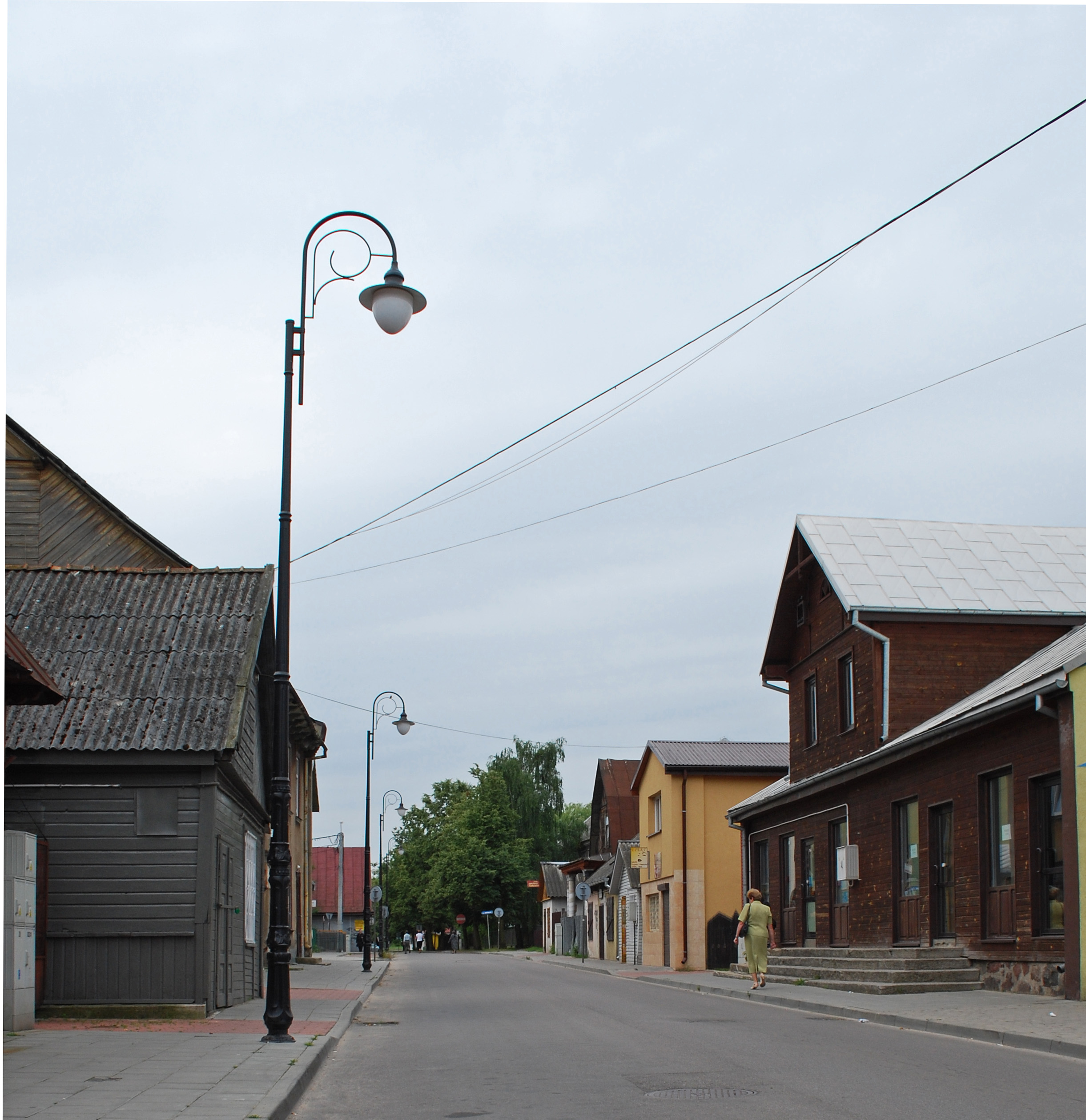
Zachowana zabudowa lat 30. przy ul. Wierobieja

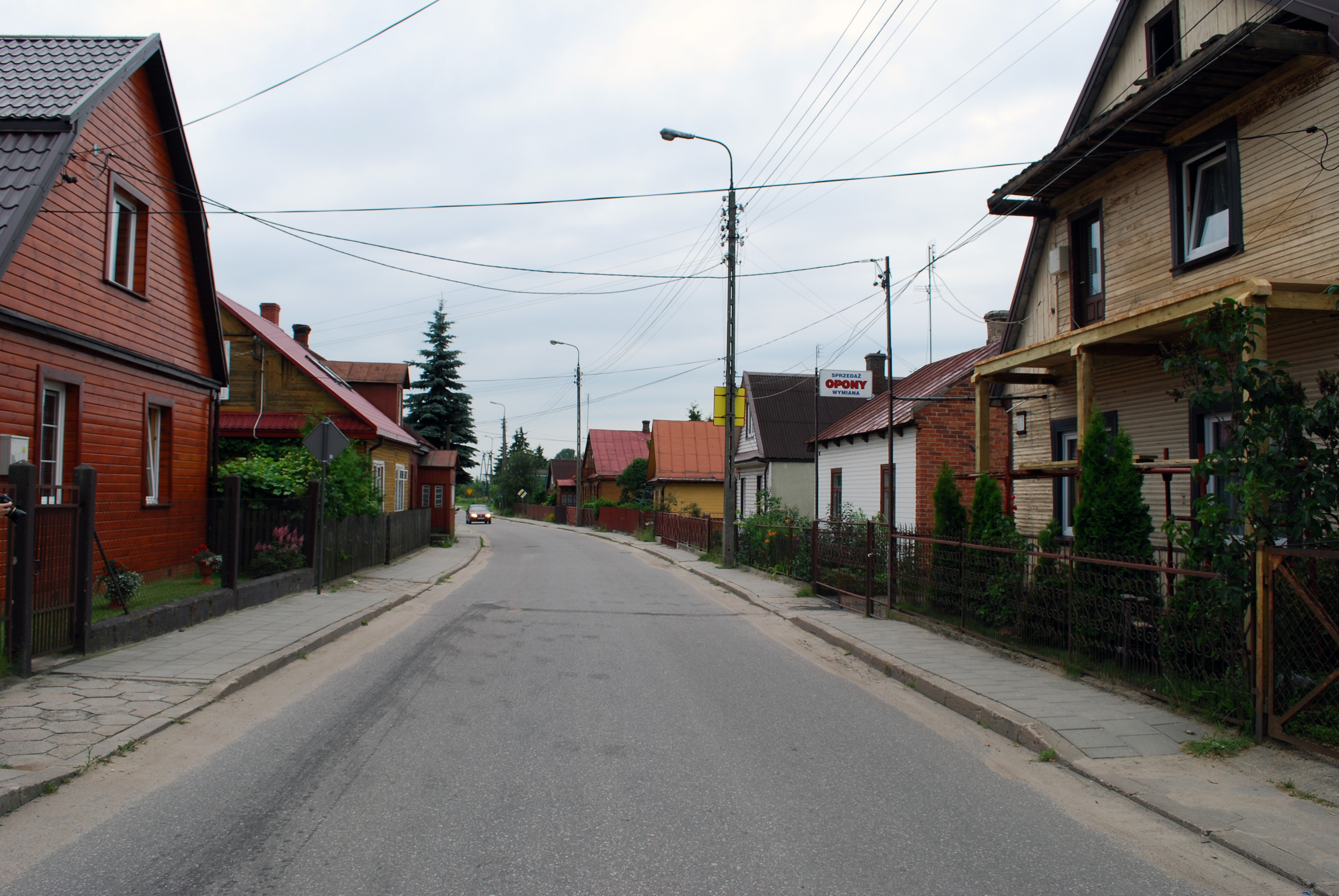
Ulica Warszawska

Hajnówka jako miejscowość rozwinęła się w pobliżu siedziby strażnika leśnego, która znajdowała się w miejscu obecnej dzielnicy Placówka i ośrodka OSiR. Najstarsze osadnictwo koncentrowało się wzdłuż traktu prowadzącego w XVIII wieku z Bielska do Białowieży (obecna ulica Stefana Batorego) oraz następnie ulicy Lipowej, wzdłuż której w XIX wieku rozwinęła się wieś oraz następnie przecznic (ks. Ignacego Wierobieja, Grunwaldzka, 11 Listopada).
Obecnie główną ulicą miasta jest ulica 3 Maja. Jest to również wynikiem działań Niemców okupujących miasto w czasie I wojny światowej w latach 1915–1918. Zbudowali oni bowiem w okolicach obecnego Ronda Jana Pawła II budynek administracyjno-wojskowy, który mieścił również kino i kasyno. Z jego powodu punkt ciężkości miasta przeniósł się z okolic ulicy Batorego i stał się impulsem, który spowodował wzrost znaczenia ulicy 3 Maja, która przejęła funkcję przelotową od ulicy Stefana Batorego. Budynek ten przez wiele lat pełnił funkcje dworca PKS i został zburzony w 2001 r.
Zarówno przed II wojną światową, jak i przez wiele lat po niej główną ulicą handlową Hajnówki była ulica Wierobieja (przed wojną Targowa, po wojnie Mariana Buczka) i jej okolice (świadczy o tym nazwa okolicznej uliczki Zaułek Targowy).
Niemcy okupujący Hajnówkę podczas I wojny światowej wybudowali tartak, który szybko stał się największym zakładem przemysłowym. Spowodowało to liczny napływ pracowników z innych części kraju co z kolei miało konsekwencje w postaci powstawania w niewielkiej miejscowości nowej licznej zabudowy. Przyjezdni osiedlali się głównie w okolicach tartaku (między ulicą Lipową a 11 Listopada, Żabia Górka, obszar między ulicą 3 Maja a ulicą Józefa Piłsudskiego). Jako że byli to najczęściej ludzie ubodzy, budowali oni prowizoryczne chaty, powstające w sposób chaotyczny i z braku terenu tak gęsty, że uliczki pomiędzy domami miały często szerokość rozstawu ramion. Pozostałością tamtej zabudowy są osiedla Żabia Górka czy obszar zawarty między ulicami Lipową i 11 Listopada.
Podczas I wojny światowej powstała też w Hajnówce m.in. fabryka suchej destylacji drewna (popularnie zwaną „Chemiczną”) oraz kolejkę wąskotorową. W pobliżu „Chemicznej” powstało osiedle dla jej pracowników, które istnieje do dzisiaj. Osiedle obecnie nazywane po prostu Chemiczną wówczas było określane jako Hajnówka-Fabryczna – w odróżnieniu od Hajnówki-Wsi.
Drugą co do znaczenia ulicą miasta jest ulica Józefa Piłsudskiego. Na jej rozwój złożyła się tak bliskość tartaku, jak i fabryki terpentyny Terebenthen, która znajdowała się na obszarze obecnego Parku Miejskiego.
W czasach II Rzeczypospolitej w latach 30. XX w. powstały nowe osiedla mieszkalne. Były to:
- Osiedle Czworaki – pierwotnie zawarte między ulicami Białowieską, wsią Majdan (nazwaną tak od znajdującego się tam targu), ulicą Armii Krajowej a 3 Maja – zbudowane dla pracowników tartaku.
- Osiedle Kolejki Leśne – położone przy stacyjce kolejki wąskotorowej zamieszkane przez pracowników kolejki.

Obydwa te osiedla składały się z domów w stylu dworkowym, podzielonych na cztery mieszkania. Powstało w tym okresie także:
- Osiedle Międzytory – między torami kolejowymi do Siedlec a linią do Białowieży.

### Po II wojnie światowej

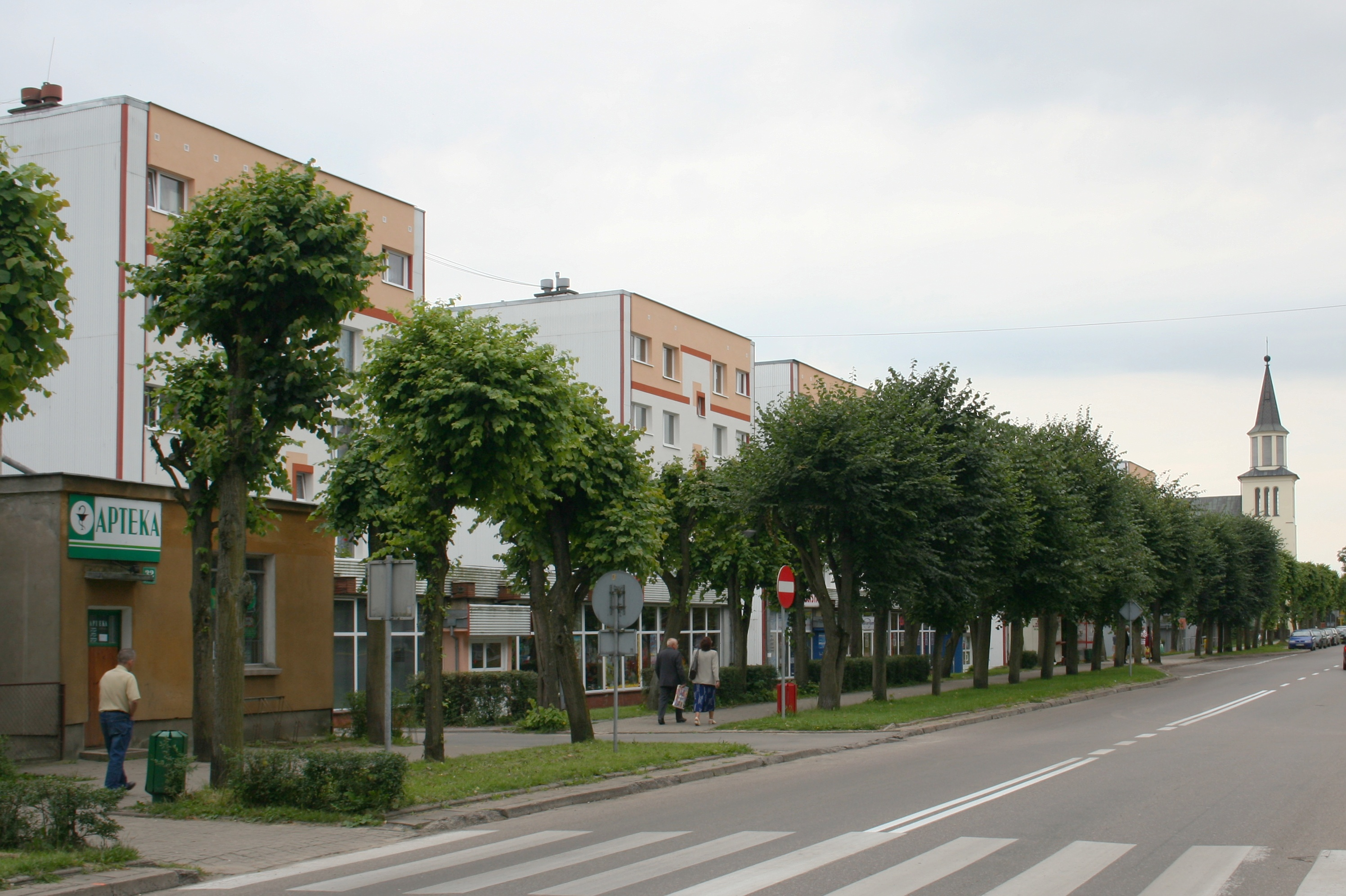
Powojenna zabudowa na ul. 3 Maja

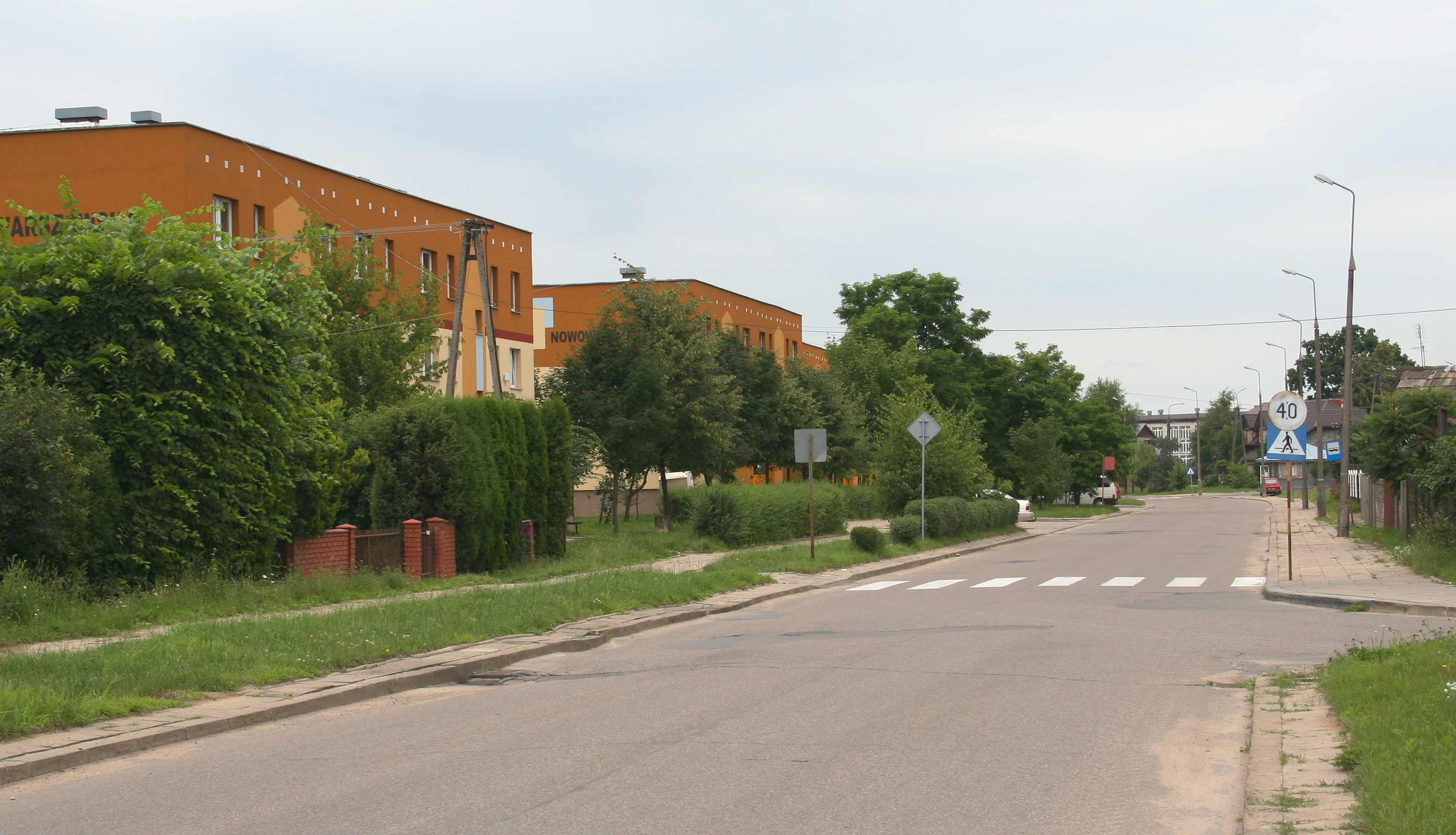
Ulica Nowowarszawska

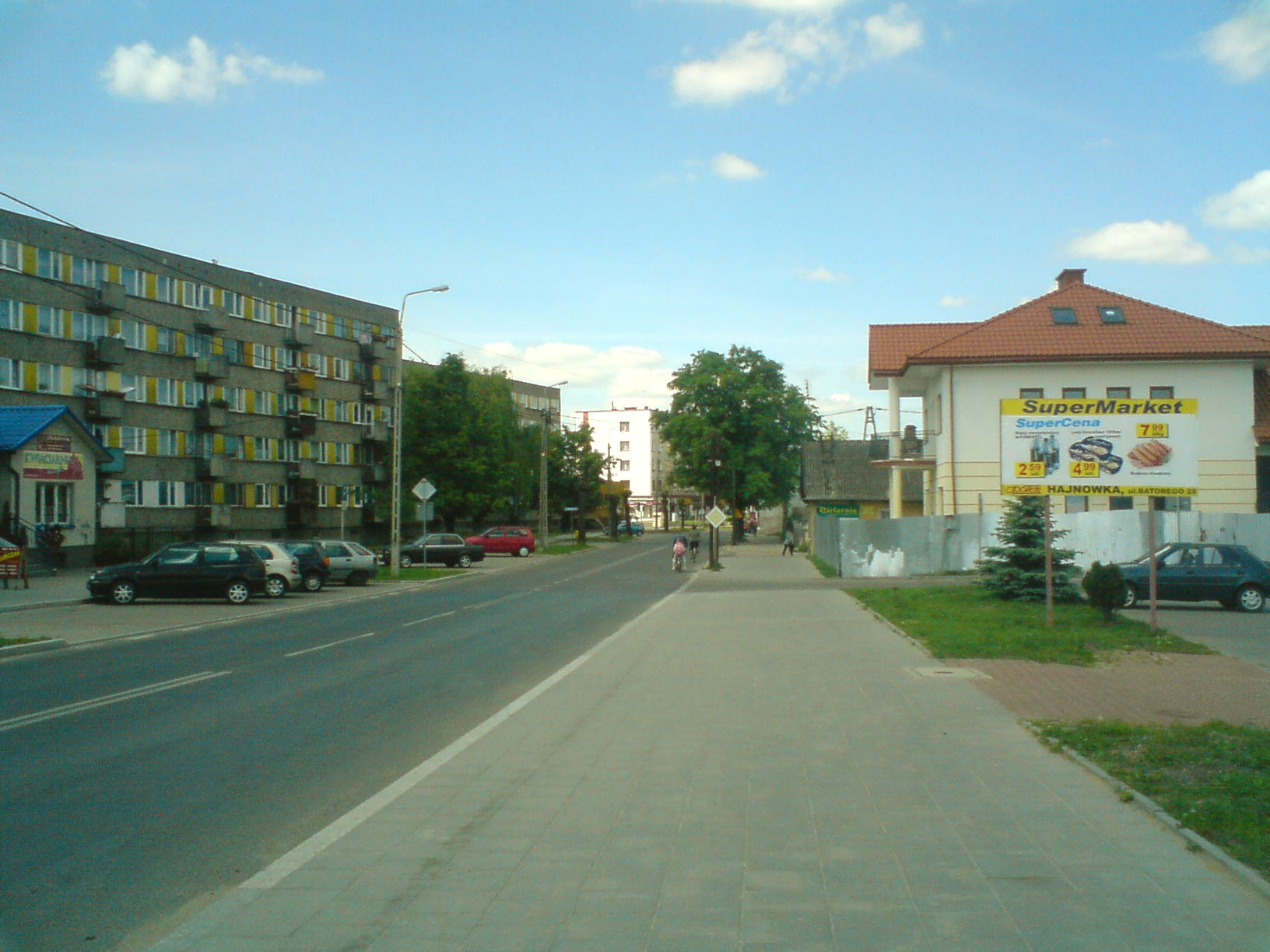
Ulica Stefana Batorego

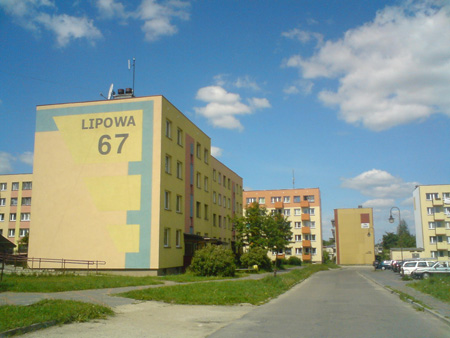
Bloki przy ul. Lipowej

Po II wojnie światowej przez wiele lat rozwój Hajnówki przebiegał jedynie przez przyłączenia kolejnych okolicznych wsi. Wówczas do miasta przyłączono wsie:
- Kozi Przeskok
- Siwa Kolonia
- Judzianka
- Leśna
- Górne
- Dolne
- Poddolne
- Paszki
- Mazury

W niemal wszystkich tych miejscowościach (oprócz Mazur) dominuje obecnie zabudowa jednorodzinna.
Pierwszym powstałym po wojnie osiedlem było Osiedle Millenium zbudowane z okazji Tysiąclecia Państwa Polskiego w 1966. Położone przy ulicy Stefana Batorego było to też pierwsze osiedle złożone z budynków wielorodzinnych. Jeszcze w latach 60. w centrum miasta na północnej pierzei ulicy 3 Maja zbudowano trzy bloki mieszkalne w stylu modernistycznym, niszcząc przy tym starą drewnianą zabudowę z okresu przedwojennego. Jej pozostałością są budynki pod adresami: ulica 3 Maja 41 i 41A. Również w tym samym okresie zaczęto budować budynki wielorodzinne poza centrum miasta. Powstały wówczas dwa osiedla bloków przy ulicy Józefa Piłsudskiego:
- Osiedle „Za Pocztą” – położone u wylotu ulicy Piłsudskiego w ulicę 3 Maja
- Osiedle „Piłsudskiego” – położone między ulicami Józefa Piłsudskiego, Elizy Orzeszkowej oraz Armii Krajowej,

a także:
- Osiedle Kolejki – położone między osiedlem przedwojennym a ulicą 3 Maja

wtedy również powstały pierwsze bloki (bloki Reja 1A i 3A oraz 3 Maja 58 i 60) na obszarze Osiedla Czworaki. Jednocześnie różnego rodzaje przeróbki dokonywane przez mieszkańców tego osiedla zniekształcały oryginalny kształt budynków.
Duże inwestycje miały miejsce w latach 70. Wówczas powstały wielkopłytowe osiedla:
- Osiedle Lipowa – największe hajnowskie osiedle
- Osiedle Batorego
- Osiedle Mikołaja Reja – powstałe na obszarze dużej części Osiedla Czworaki co wiązało się ze zniszczeniem kilku domów.

W latach 80. po południowej stronie ulicy 3 Maja zbudowano Osiedle Centrum.
Na początku lat 90. ukończono budowę Osiedla Mazury.
W latach 90. powstało również kilka bloków w dzielnicy Podlasie tworząc Osiedle Podlasie. Jednakże sama dzielnica jest zdominowana przez zabudowę jednorodzinną.

## Ważniejsze obiekty
- centrum handlowe Galeria Hajnówka
- park wodny (baseny)
- sobór Świętej Trójcy, siedziba prawosławnej parafii Świętej Trójcy (1981, A. Grygorowicz)
- zespół boisk i kortów OSiR, ul. ks. Antoniego Dziewiatowskiego
- pomnik ofiar wojen i represji na Skwerze Dymitra Wasilewskiego przy ul. Zina
- pomnik żubra na skwerze Dymitra Wasilewskiego przy ul. Zina
- pomnik poległych podczas I wojny światowej żołnierzy rosyjskich i niemieckich przy ul. 3 Maja w miejscu ich pochówku
- pomnik kaprala Bolesława Bierwiaczonka poległego w 1939 przy ul. 3 Maja
- mogiła ofiar wojny polsko-bolszewickiej w gaju przy ul. Łagodnej
- zabudowa modernistyczna centrum miasta z lat 60. XX w.
- współczesne rzeźby w parku Miejskim
- skatepark ul. Parkowa
- stadion leśny przy ul. Celnej
- stacja kolejowa przeniesiona z leśnej osady Czerlonka obecnie siedziba Centrum Promocji Regionu i Międzynarodowego Festiwalu Muzyki Cerkiewnej (ul. Tamary Sołoniewicz)
- wiata turystyczna z miejscem na ognisko koło ul. Warszawskiej (początek szlaku niebieskiego w Puszczy Białowieskiej)

## Samorząd i administracja

### Władze miasta

#### Burmistrzowie
- Mieczysław Gmiter (1990-1992)
- Mikołaj Nieścieruk (1992-1994)
- Jadwiga Rudzińska-Patejuk (1994-1998)
- Anatol Ochryciuk (1998-2010)
- Jerzy Sirak (2010-2024)
- Ireneusz Kiendyś (od 2024)

### Inne instytucje
- Agencja Restrukturyzacji i Modernizacji Rolnictwa
- Miejski Ośrodek Pomocy Społecznej
- Powiatowe Centrum Pomocy Rodzinie
- Sanepid
- Zakład Ubezpieczeń Społecznych
- Powiatowy Urząd Pracy
- Powiatowy Zespół Doradztwa Rolniczego
- Powiatowy Inspektorat Weterynarii w Hajnówce
- Urząd Skarbowy
- Sąd Rejonowy w Bielsku Podlaskim – Zamiejscowy VII Wydział Karny z siedzibą w Hajnówce
- Sąd Rejonowy w Bielsku Podlaskim – Zamiejscowy IX Wydział Ksiąg Wieczystych w Hajnówce

## Transport

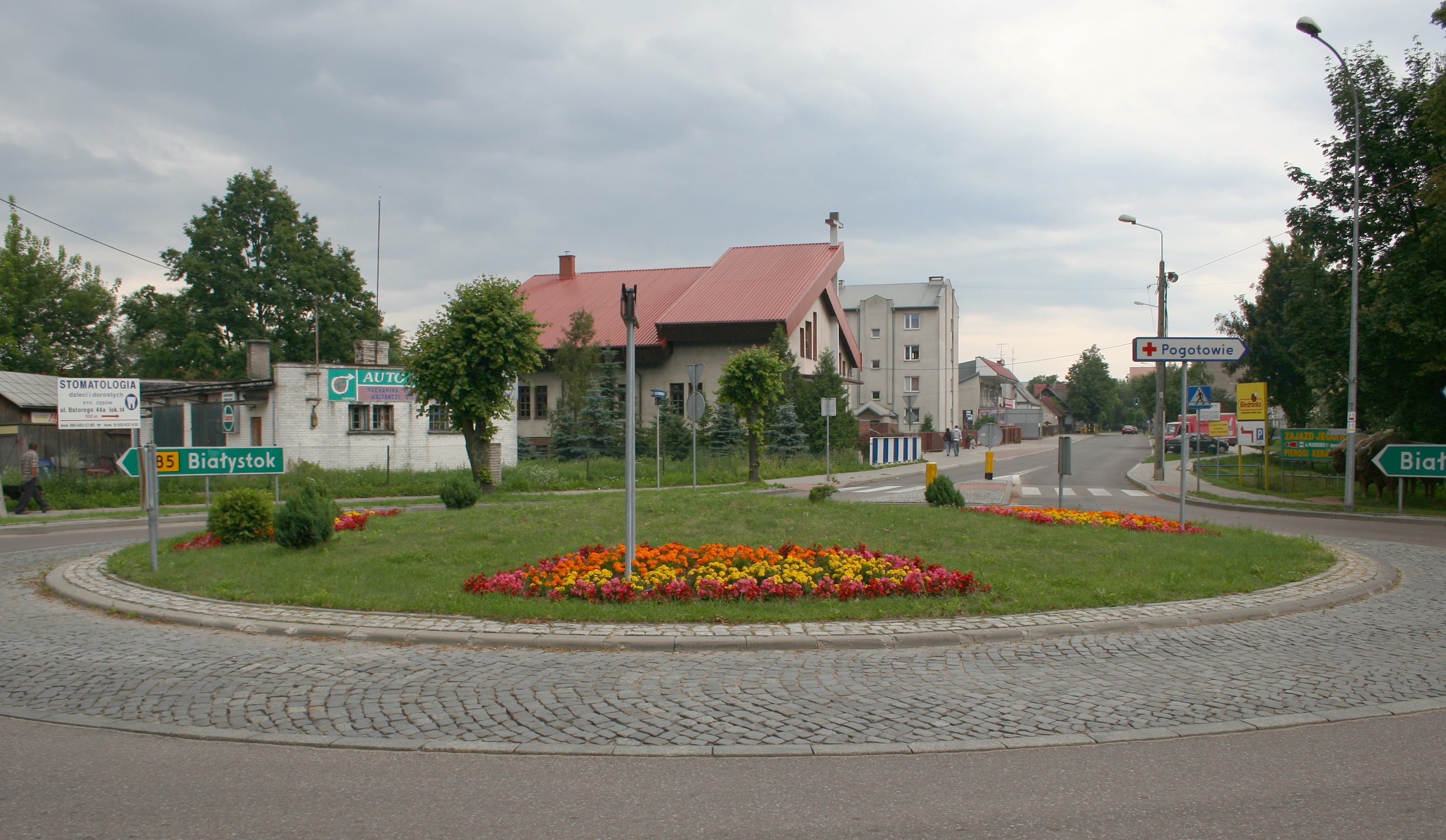
Jedno z rond w Hajnówce

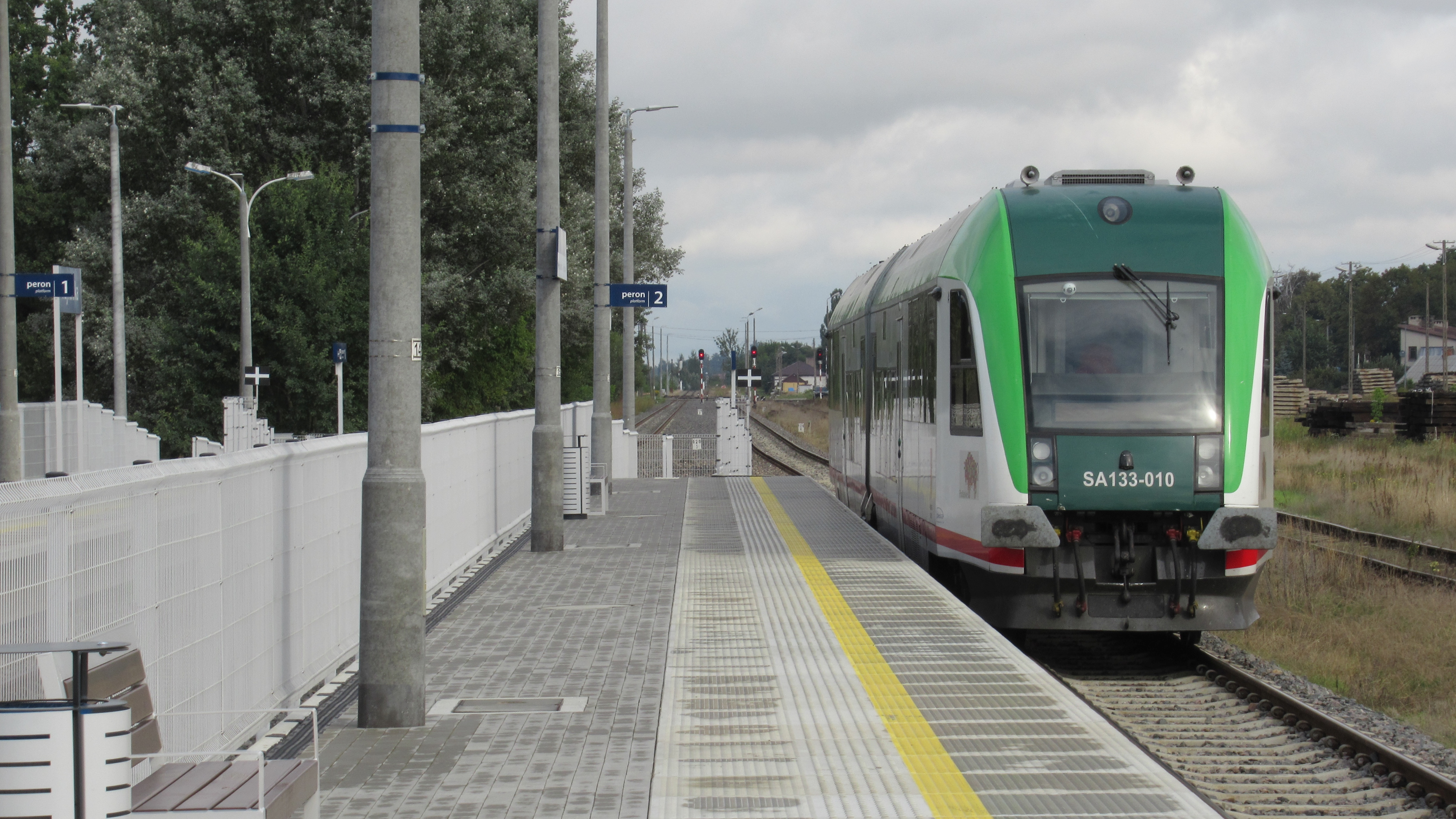
Szynobus na stacji kolejowej w Hajnówce

### Transport drogowy
Przez miasto Hajnówka przechodzą drogi wojewódzkie:
- 685 – Zabłudów – Hajnówka – Kleszczele,
- 689 – Bielsk Podlaski – Hajnówka – Białowieża – przejście graniczne Białowieża-Piererow.

W niedalekim sąsiedztwie miasta są następujące przejścia graniczne: Białowieża (piesze, turystyczne), Siemianówka (towarowe, kolejowe), Czeremcha (kolejowe), Połowce (dla samochodów osobowych z Polski i Białorusi)

#### Komunikacja miejska
Komunikacja miejska w Hajnówce jest obsługiwana przez trzy linie autobusowe. Operuje nimi obecnie PUK. Dawniej Zakład komunikacji miejskiej w Hajnówce

### Transport kolejowy
W mieście znajduje się stacja kolejowa Hajnówka, z której to odbywają się odjazdy w kierunkach:

Czeremcha, Siedlce, Warszawa Wschodnia, Białystok, Gdynia Główna, Bielsk Podlaski, sezonowo również Siemianówka.

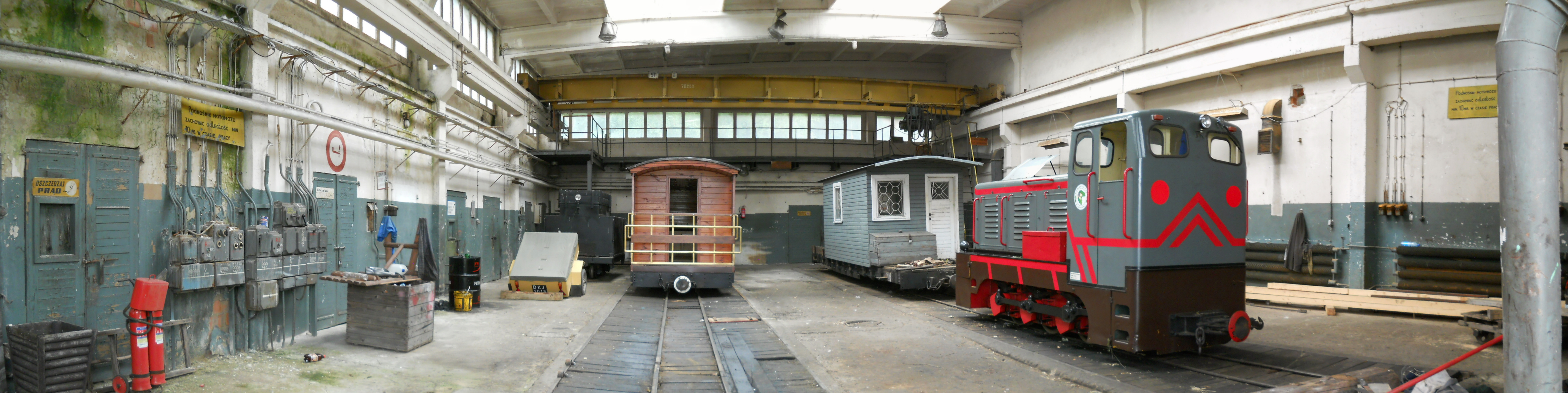
Wnętrze lokomotywowni i warsztatu kolejki leśnej w Hajnówce

Przez miasto przechodzą linie kolejowe:
- Siedlce – Siemianówka – Granica Państwa
- Lewki – Hajnówka – Nieznany Bór – Białowieża Towarowa.

Miasto ma połączenia kolejowe z Czeremchą, Białymstokiem, Bielskiem Podlaskim, Siemiatyczami, Warszawą, Gdańskiem, Ełkiem, Olsztynem i Siedlcami.

### Transport lotniczy
W 2012 r. otwarto lądowisko śmigłowcowe (sanitarne) przy szpitalu przy ul. Lipowej.
W 2017 r. otwarto w okolicy (wieś Czyże) trawiaste, cywilne lądowisko dla samolotów.
Współrzędne / Coordinates
N52°47′03.8″ E23°25′51.1″

## Kultura
- Hajnowski Dom Kultury

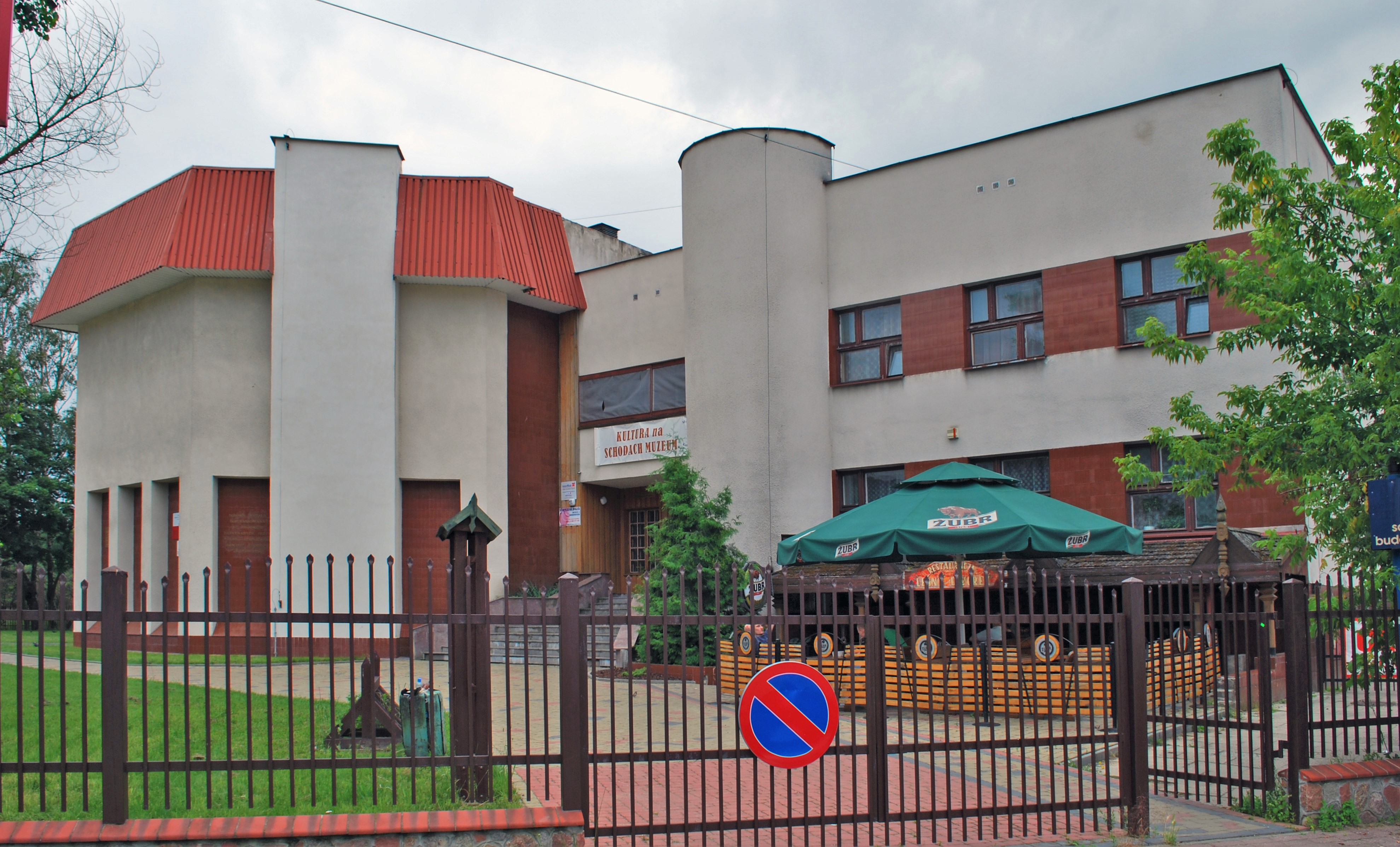
Muzeum i Ośrodek Kultury Białoruskiej

- Muzeum i Ośrodek Kultury Białoruskiej
- Muzeum Kowalstwa i Ślusarstwa
- Rockowisko
- Międzynarodowy Festiwal „Hajnowskie Dni Muzyki Cerkiewnej”
- Międzynarodowy Festiwal Muzyki Cerkiewnej „Hajnówka” (obecnie w Białymstoku)
- Orkiestra Dęta Ochotniczej Straży Pożarnej
- Miejska Biblioteka Publiczna

## Zieleń miejska

### Parki i skwery
- Park Miejski – ul. Parkowa

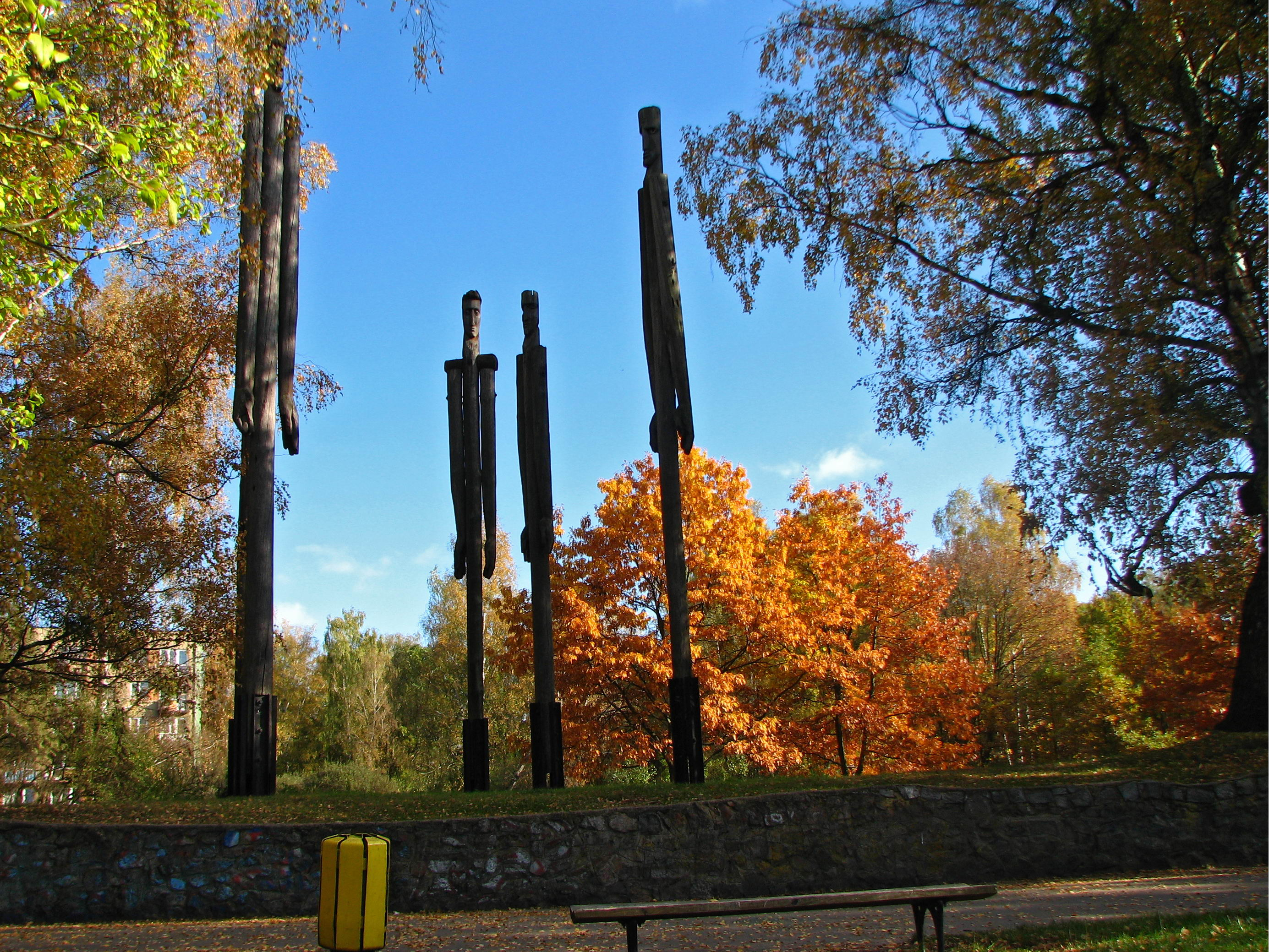
Park Miejski

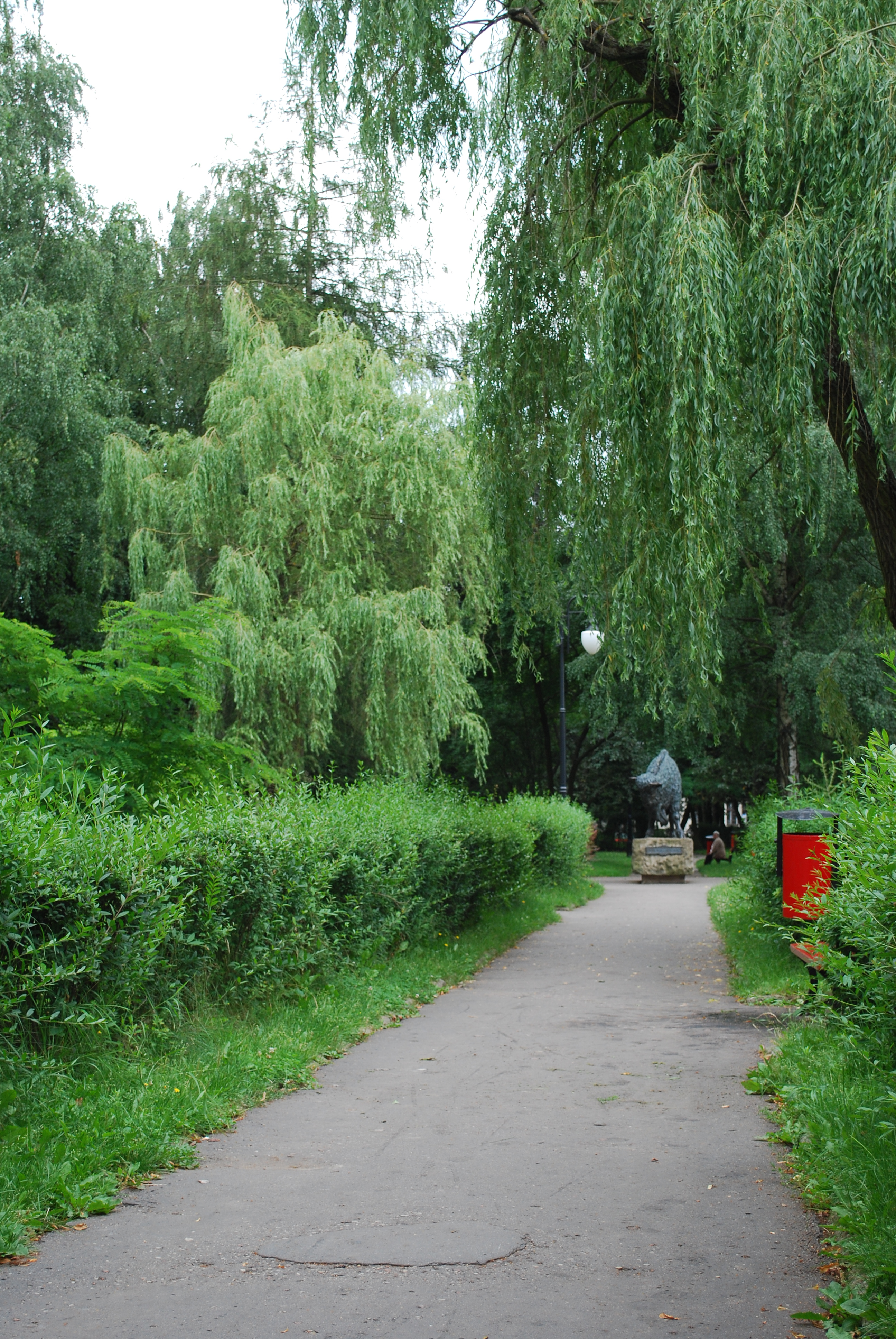
Skwer dr. Dymitra Wasilewskiego

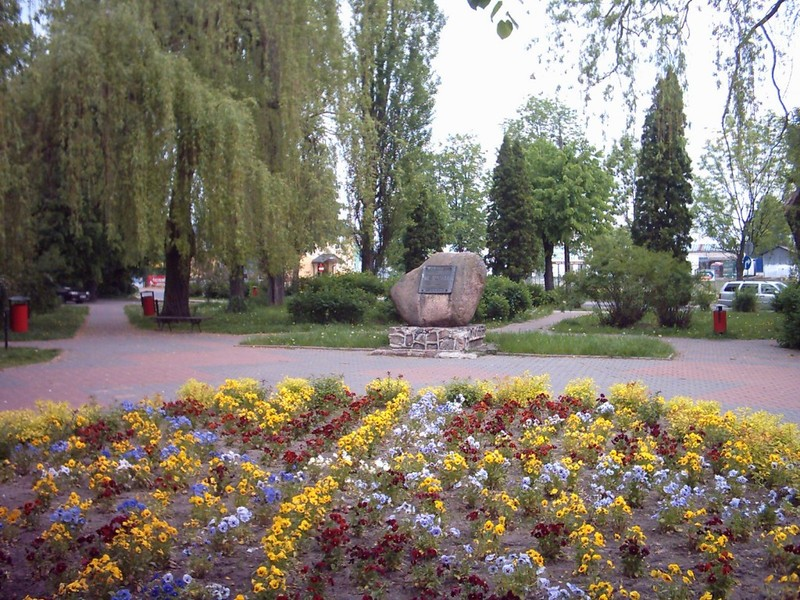
Skwer Plutonowego Bierwiaczonka

- Skwer dr. Dymitra Wasilewskiego – ul. A. Zina
- Skwer Plutonowego Bierwiaczonka – ul. 3 Maja

### Cmentarze
- Cmentarz rzymskokatolicki założony w 1923 r.[23]
- Stary cmentarz prawosławny
- Nowy cmentarz prawosławny, założony w 2017 r.[24]
- Mogiła żołnierzy polskich z wojny 1920 r. – ul. Łagodna w dzielnicy Międzytory
- Cmentarz żołnierzy niemieckich i rosyjskich z okresu I wojny światowej (z ok. 1915 r.)
- Cmentarz żołnierzy radzieckich poległych w 1944 r.[23]
- Cmentarz prawosławny z XVIII w. niedaleko wsi Dubiny (do 1839 r. unicki)

## Oświata

### Szkoły podstawowe
- Zespół Szkół nr 1, w skład którego wchodzą:
  - Szkoła Podstawowa nr 5
  - Szkoła Podstawowa nr 1
- Zespół Szkół nr 2, w skład którego wchodzą:
  - Szkoła Podstawowa nr 2
  - Szkoła Podstawowa nr 3
- Zespół Szkół nr 3, w skład którego wchodzą:
  - Szkoła Podstawowa nr 6
  - Szkoła Podstawowa nr 2
- Szkoła Podstawowa nr 3
- Specjalny Ośrodek Szkolno-Wychowawczy, w skład którego wchodzą:
  - Szkoła Podstawowa Specjalna
  - Szkoła Branżowa 1 Stopnia Specjalna
  - Szkoła Przysposabiająca do Pracy

### Szkoły ponadpodstawowe
- Zespół Szkół Ogólnokształcących, w tym:
  - I Liceum Ogólnokształcące im. Marii Curie-Skłodowskiej
- Zespół Szkół z Dodatkową Nauką Języka Białoruskiego, w tym:
  - II Liceum Ogólnokształcące z Dodatkowym Nauczaniem Języka Białoruskiego
- Zespół Szkół Zawodowych, w tym:
  - Technikum
  - Branżowa Szkoła I Stopnia

### Szkoły wyższe
- Zamiejscowy Wydział Leśny Politechniki Białostockiej w Hajnówce

## Sport

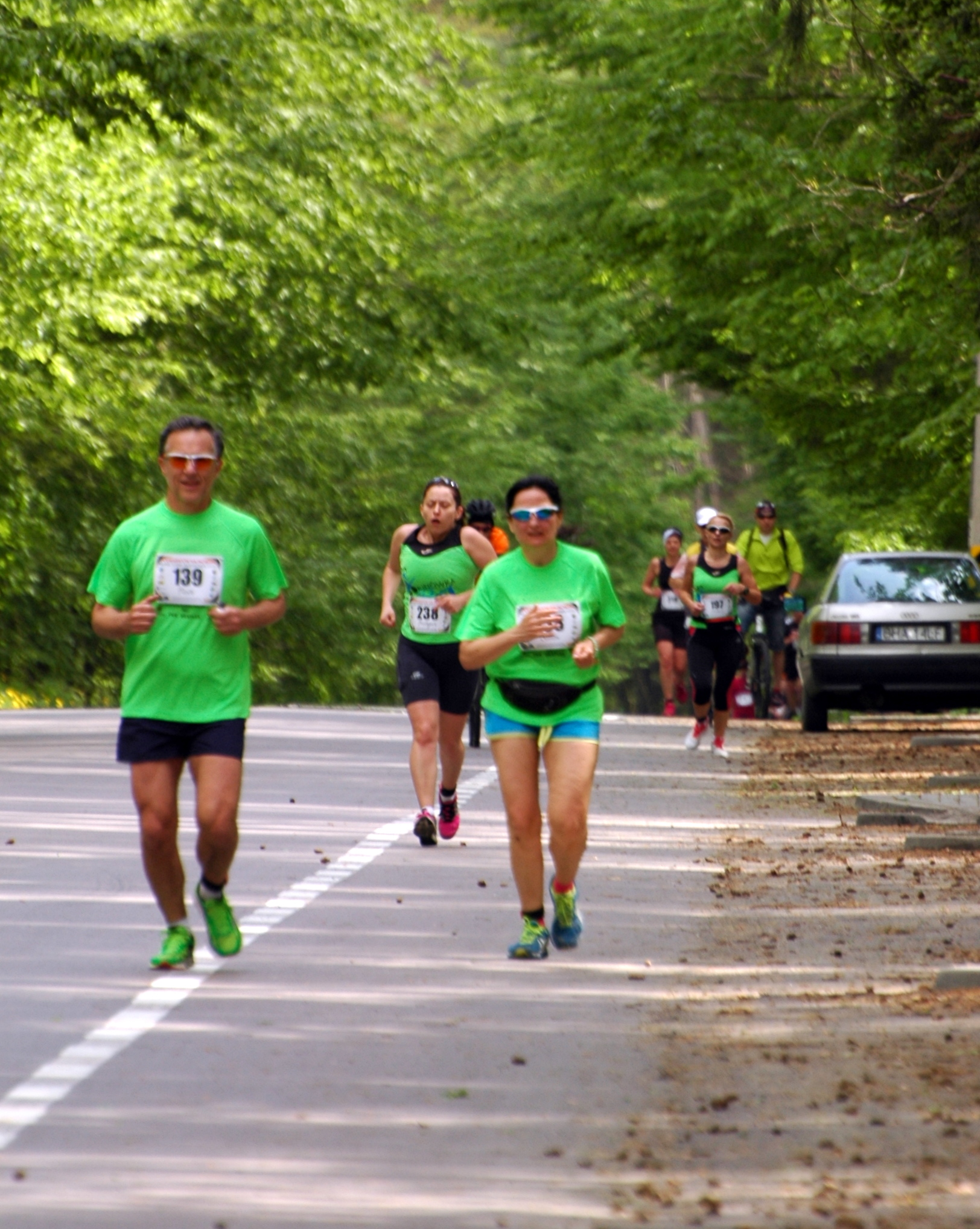
Bieg Żubra w 2015 r.

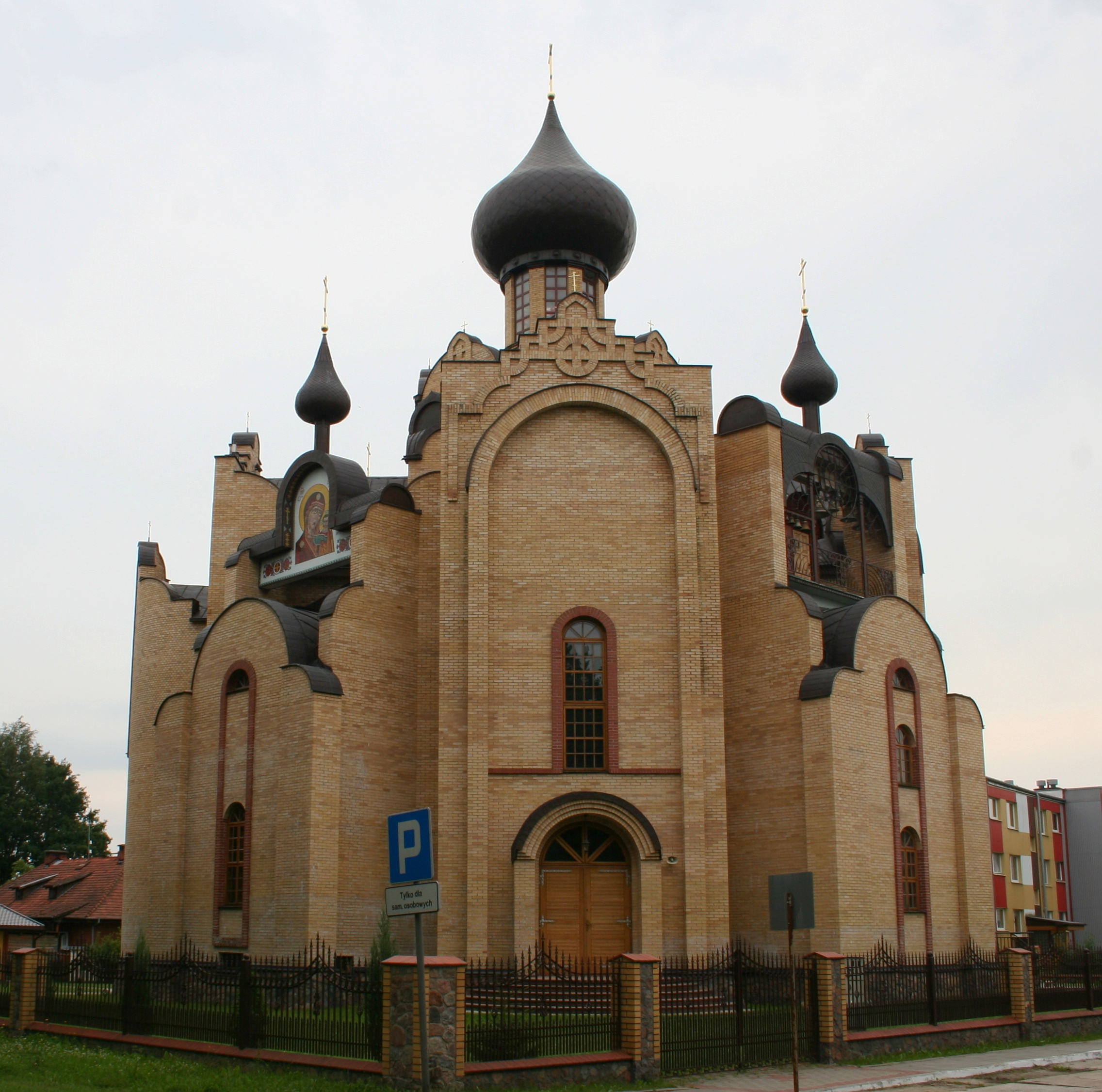
Cerkiew Narodzenia św. Jana Chrzciciela

- SKS Hajnówka – siatkówka (Nieaktywny)
- Puszcza Hajnówka – piłka nożna (Liga okręgowa – sezon 2019/20)
- OSiR Hajnówka – piłka nożna
- KS Parkiet Hajnówka – lekkoatletyka
- MKS PUK Hajnówka – siatkówka

## Religia

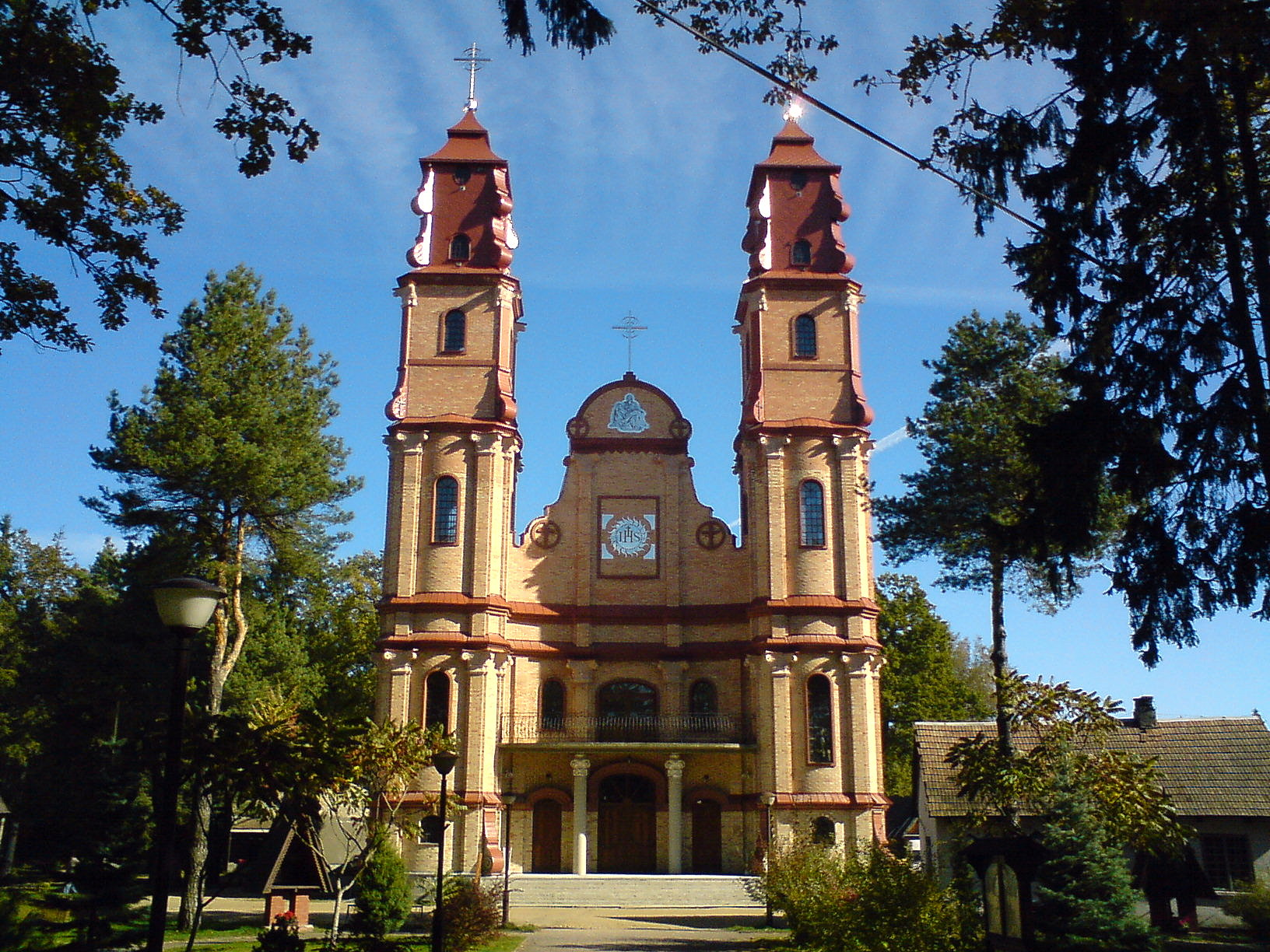
Kościół parafialny Świętych Cyryla i Metodego

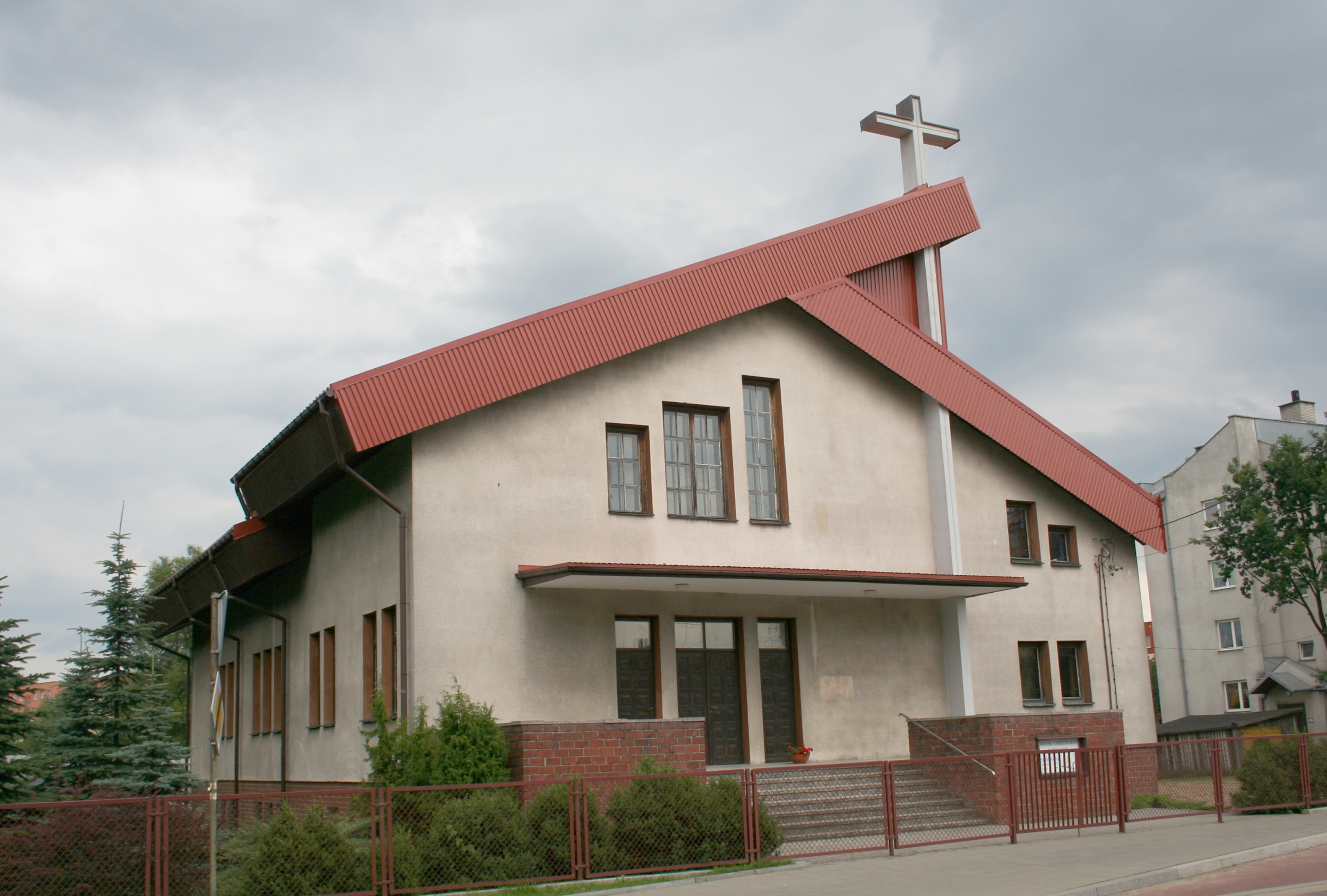
Kościół Baptystów

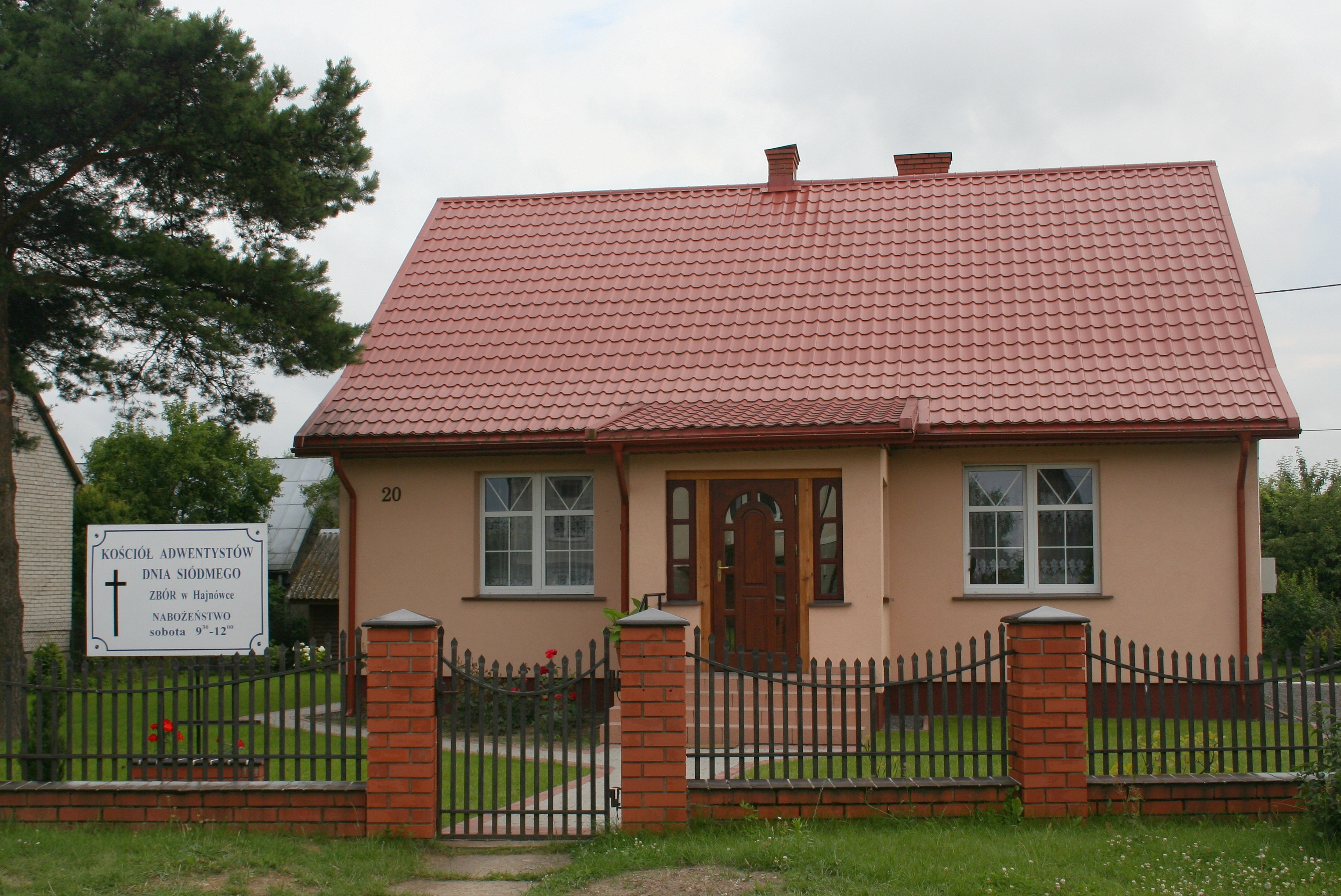
Kościół Adwentystów Dnia Siódmego

Ludność Hajnówki jest zróżnicowana pod względem religijnym. Większość stanowią wyznawcy prawosławia (ponad 70%). Pozostała ludność jest w wyznania rzymskokatolickiego (około 25%) i protestanckiego (około 5%). Działalność religijną w mieście prowadzi również zbór Świadków Jehowy.
- Kościół Adwentystów Dnia Siódmego w RP:
  - zbór w Hajnówce[27]

- Kościół Boży w Chrystusie:
  - zbór w Hajnówce[28]

- Kościół Chrześcijan Baptystów:
  - zbór w Hajnówce[29]

- Kościół rzymskokatolicki:
  - parafia Podwyższenia Krzyża Świętego i św. Stanisława[30]
  - parafia Świętych Cyryla i Metodego[31]
  - Klasztor Sióstr Klarysek od Wieczystej Adoracji[32]
  - Dom Zakonny Sióstr Niepokalanek

- Kościół Zielonoświątkowy:
  - zbór w Hajnówce[33]

- Polski Autokefaliczny Kościół Prawosławny:
  - parafia Narodzenia św. Jana Chrzciciela[34]
  - parafia św. Dymitra Sołuńskiego[34]
  - parafia Świętej Trójcy[34]

- Świadkowie Jehowy
  - zbór Hajnówka (Sala Królestwa ul. Żabia 7)[26].

## Odznaczenia
- Order Sztandaru Pracy II klasy (1974)[35]